# Cathédrale Notre-Dame-de-l'Annonciation de Moulins
Pour les articles homonymes, voir Annonciation (homonymie).
Cette  cathédrale n’est pas la seule cathédrale Notre-Dame-de-l'Annonciation.
La cathédrale Notre-Dame-de-l'Annonciation de Moulins est une cathédrale catholique romaine située à Moulins, dans le département de l'Allier. Elle est le siège épiscopal du diocèse de Moulins.
Remplaçant une chapelle de la fin du Xe siècle, à l'origine dédiée à saint Pierre, la « collégiale des Bourbons » fut construite à la fin de l'époque médiévale. Partie la plus ancienne de l'édifice actuel, construite en style gothique flamboyant, sa première pierre fut posée en 1468 par Agnès de Bourgogne, mère de Jean II de Bourbon, duc de Bourbon, et veuve du duc Charles Ier de Bourbon. Les travaux s'achevèrent en 1550.
La collégiale fut érigée en cathédrale en 1823 lors de la création du diocèse de Moulins. Le premier évêque, Antoine de Pons de La Grange se chargea de l'agrandissement de cette église et son successeur, Pierre Simon de Dreux-Brézé entreprit d'importants travaux. Il fit doubler la surface de la nef et ajouter les deux collatéraux et la façade harmonique avec ses deux flèches hautes de 81 mètres. Ces ajouts architecturaux sont réalisés en style néogothique imité du gothique francilien du XIIe siècle, sous l'influence de Eugène Viollet-le-Duc. L'architecte parisien Jean-Baptiste Antoine Lassus commença les travaux qui furent continués par Eugène Millet et Paul Selmersheim après la mort de Lassus, en 1857.
De nombreux vitraux dépeignant les Bourbons, la vie de sainte Catherine, celle de sainte Barbe, le crucifiement ou encore l'arbre de Jessé, éclairent le monument pourvu d'une kyrielle d'œuvres d'art.
La cathédrale est surtout célèbre pour son triptyque du Maître de Moulins, chef-d'œuvre réalisé autour de l'an 1500 par un artiste longtemps non identifié, le Maître de Moulins, aujourd'hui reconnu comme le peintre d'origine néerlandaise Jean Hey. Mais on peut y admirer également une Vierge noire du XIe siècle, un groupe sculpté gothique flamboyant représentant la « déploration du Christ » ainsi qu'une statue de Jeanne d'Arc en génuflexion. Le trésor de la cathédrale abrite un christ reliquaire en ivoire du XVIIe siècle, un triptyque d'Aubery, un autre de Bethléem attribué au peintre flamand Joos van Cleve.
La cathédrale a été consacrée le 16 octobre 1923 et érigée en basilique mineure en 1949. Elle fait l'objet d'un classement au titre des monuments historiques depuis 1875.
Les origines du chapitre de chanoines sont plus anciennes que celle de l'église Notre-Dame. Il a été fondé en 1386 par Louis II, duc de Bourbon et installé dans une chapelle dédiée à Notre-Dame sous le titre de l'Annonciation.

## Histoire: de la chapelle à la cathédrale

### Une chapelle dépendant du prieuré de Souvigny
En 990, quatre frères, Wion, Lambert, Bérard et Guillaume, vendirent au prieuré de Souvigny une chapelle dédiée à saint Pierre, située à Molinis. C'est le premier acte mentionnant la ville.
En 1097, le pape Urbain II confirma les donations faites au prieuré de Souvigny, dont la capella de Molinis.
En 1100, Norgaud, évêque d'Autun, abandonna aux moines de Cluny, dont relevait le prieuré de Souvigny, l'ecclesia de Molinis. La chapelle était donc devenue une église, ce qui semble montrer que la population s'était accrue. Elle s'élevait vraisemblablement près du château des futurs ducs de Bourbon.

### La collégiale

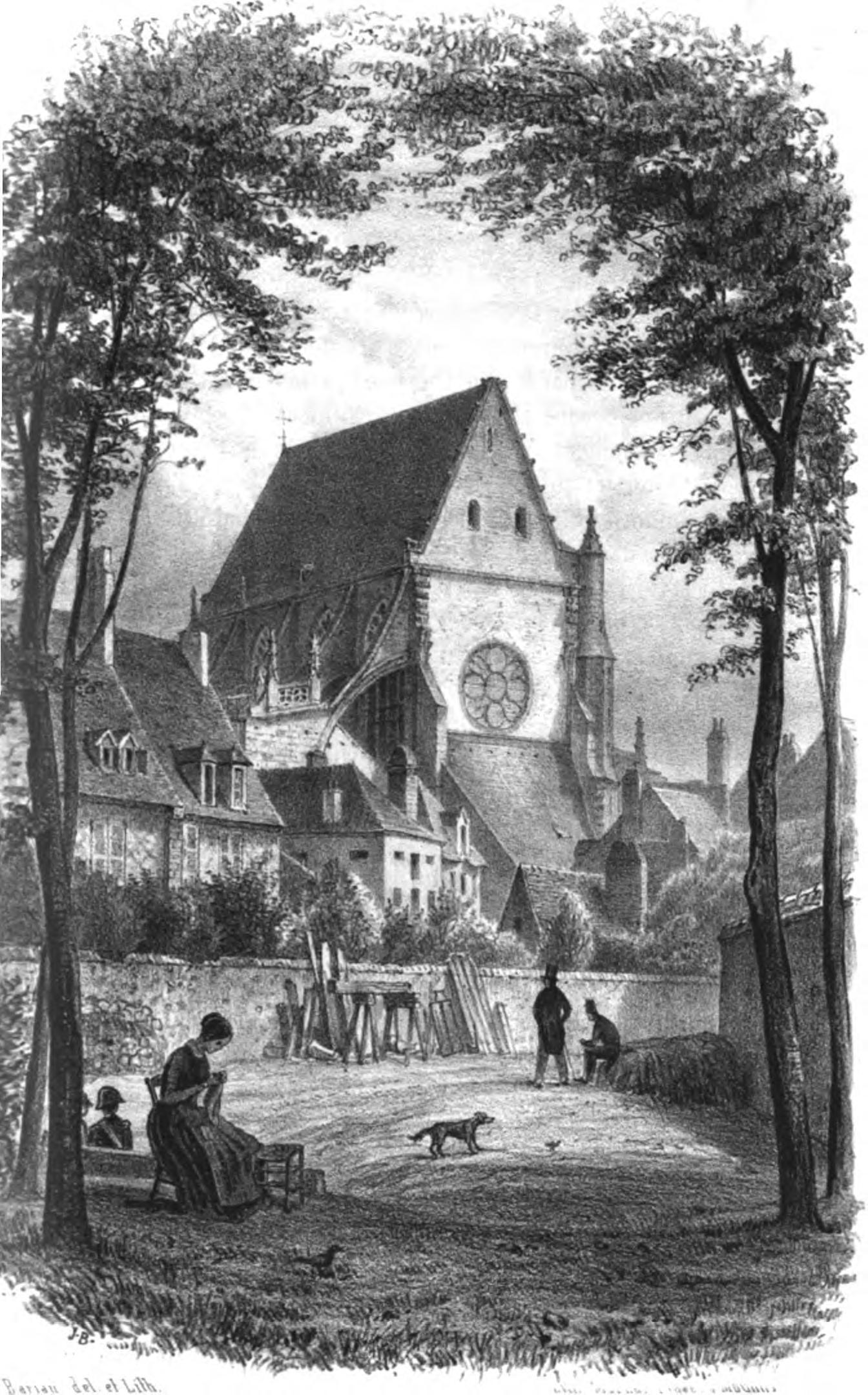
Notre-Dame vers 1850.

Le 19 octobre 1378, le pape Clément VII accorda au duc Louis II de Bourbon par bulle pontificale l'autorisation d'ériger un collège de douze chanoines et un doyen sur l'ancien chapelle Notre-Dame.
En 1386, l'évêque de Nevers, Maurice de Coulange installa un chapitre collégial relevant directement du Saint-Siège dans une chapelle dédiée à Notre-Dame sous le titre de l'Annonciation.
Remplaçant la chapelle de la fin du Xe siècle, la « collégiale des Bourbons » fut construite à la fin de l'époque médiévale.
Partie la plus ancienne de l'édifice actuel, construite en style gothique flamboyant, sa première pierre fut posée en 1468 par Agnès de Bourgogne, mère de Jean II, duc de Bourbon, et veuve du duc Charles Ier de Bourbon. Les travaux furent probablement entrepris par Jean Poncelet, maître des œuvres de Jean II, mais il fallut les suspendre en 1508. Ils continuèrent, sous le duc Pierre II de Bourbon et sa femme, la duchesse Anne de France, fille de Louis XI. Le chœur était construit et vers 1540, en attendant mieux, on le ferma à l'ouest par un simple pignon orné d'une rosace, de rampants et de pinacles, lequel servit de façade à l'édifice jusqu'en 1854. Cette partie du bâtiment constitue le chœur de l'actuelle cathédrale.

### La collégiale devient cathédrale
Moulins fut érigée en évêché en 1822. Le premier évêque, Antoine de Pons de La Grange, établit son siège épiscopal à Notre-Dame et décida de l'agrandissement de cette église, devenue trop exigüe. Son successeur, Pierre Simon de Dreux-Brézé entreprit d'importants travaux pour achever la construction.
La cathédrale a été consacrée le 16 octobre 1923 et érigée en basilique mineure en 1949.

## Architecture

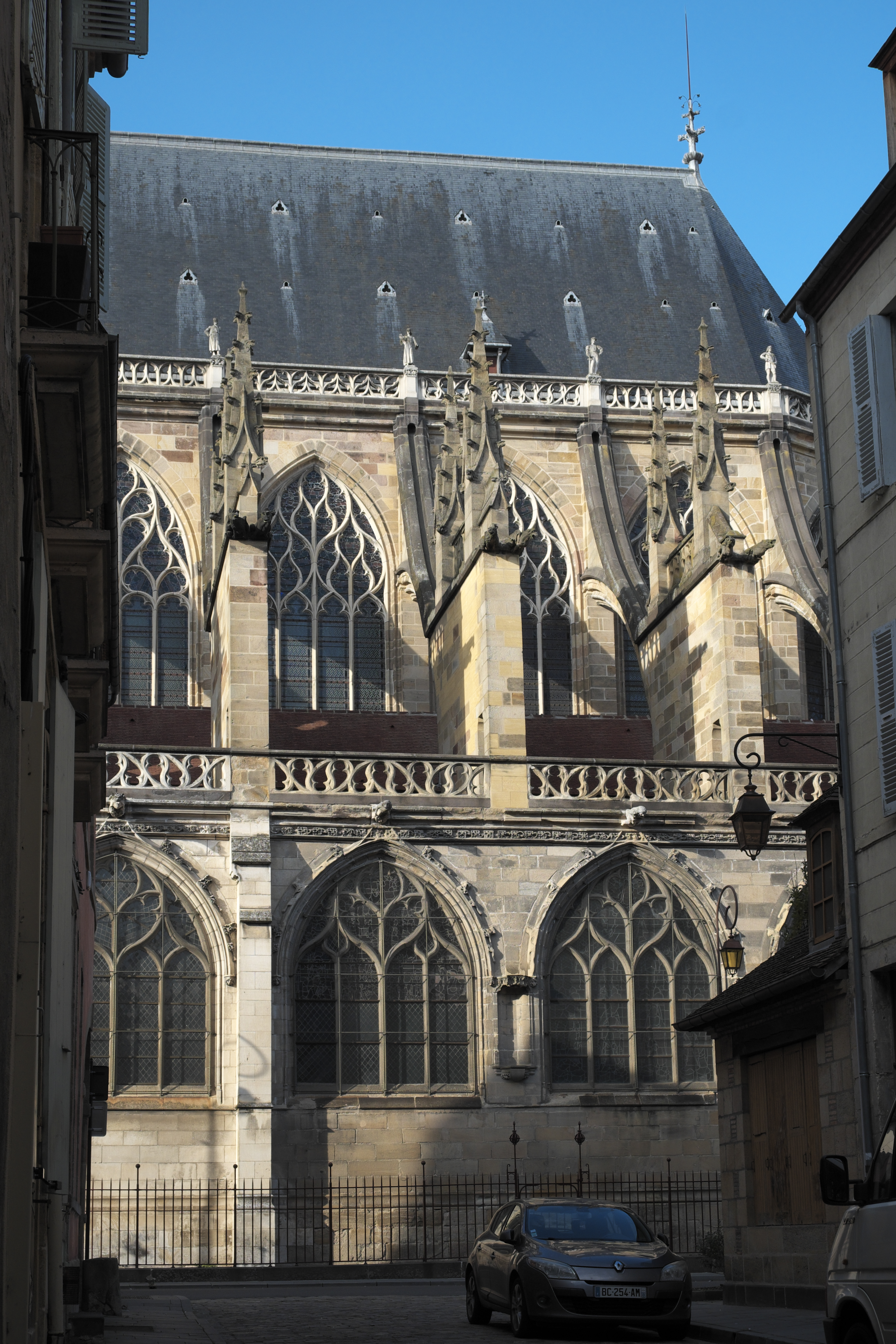
Façade du chœur de la cathédrale Notre-Dame-de-l'Annonciation de Moulins.

### Le chœur gothique flamboyant

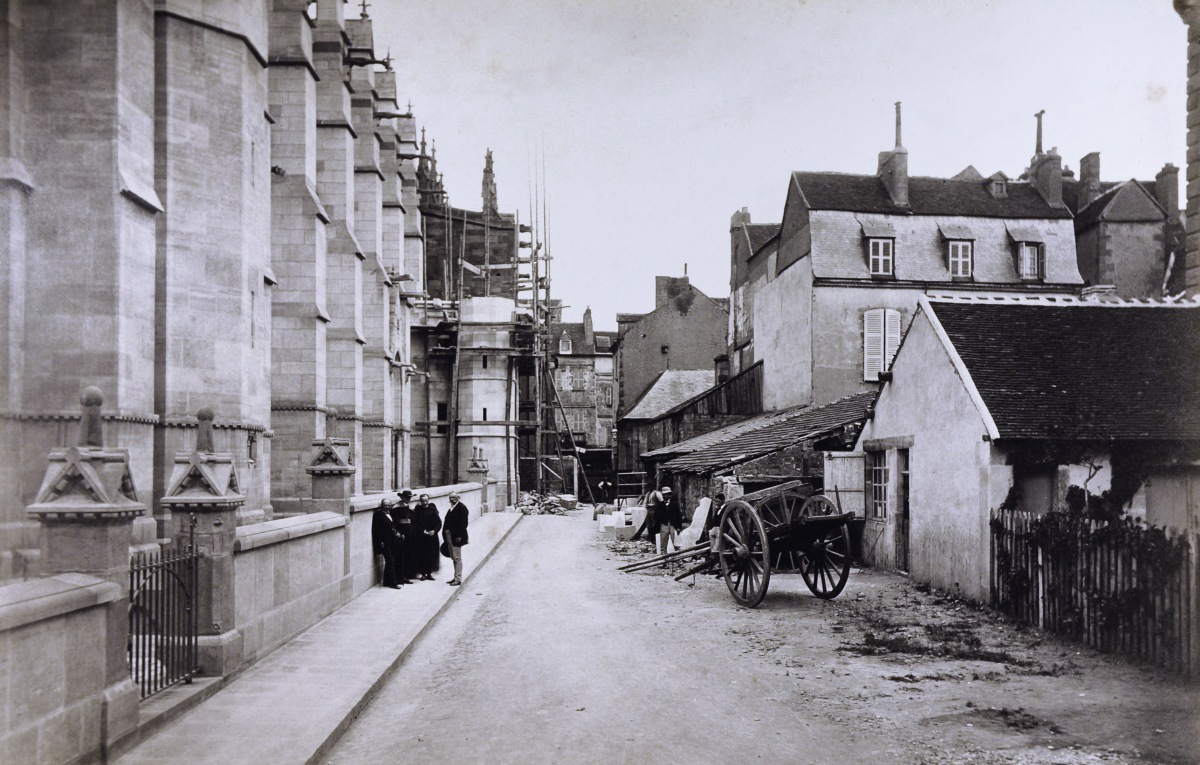
Dans les années 1860, dans la voie bordant le côté sud de la cathédrale (l'actuelle rue Louis-Mantin), au pied de l'édifice, Pierre Simon de Dreux-Brézé pose avec probablement le curé ou le doyen du chapitre de Moulins, et sans doute les architectes Eugène Millet et Paul Selmersheim. Sur cette photographie de Charles Marville, est également visible l'avancement des travaux d'agrandissement du monument.

Le chœur gothique flamboyant est la partie à la fois la plus ancienne et la plus agréable de l'édifice. De proportions élancées, d'un style homogène et harmonieux, il unit à l'élégance des masses et à la souplesse des lignes le raffinement savoureux des détails.
Vu du dehors, le chevet a la forme d'une pyramide à deux étages s'élevant sur une base carrée. L'étage inférieur correspond aux combles des chapelles rayonnantes ; l'étage supérieur, à la naissance des combles du chœur. Ils sont soulignés par des balustrades à arcatures éperonnées, reliés entre eux par une série d'arcs-boutants légèrement infléchis, et de larges baies à remplages flamboyants en font « comme une brillante cage de verre ».
L'intérieur donne une idée de la hardiesse avec laquelle les architectes de la période gothique savaient vaincre les difficultés. Limité à l'est par la rue qui obligeait à restreindre le développement du chœur, le chœur n'a pas de chapelles rayonnantes, se contentant d'un déambulatoire transformé en galerie rectangulaire. Afin de masquer la ligne droite du mur terminal et de ménager à l'œil une perspective agréable, un énorme pilier est disposé à chaque extrémité de cette galerie, sorte de palmier de pierre, sur lequel vient se rassembler une vigoureuse gerbe de nervures.
À l'angle intérieur sud, s'élève une gracieuse tourelle d'escalier du XIVe siècle qui conduisait jadis au vestiaire des chanoines.
Le chœur de la collégiale a été privé, à la fin du XVIIIe siècle de son jubé et de ses stalles en bois sculpté du XVIe siècle, ainsi que des quatre grilles en fer forgé et doré exécutées, vers 1770, par les maîtres serruriers Boyer et Paradis et qui furent brisées sous la Révolution. De tout cela, il ne subsiste que trois des bas-reliefs qui ornaient la face intérieure du jubé, démoli en 1769, et qui ont été adaptés à l'autel de la chapelle du Saint-Sacrement. Ces œuvres représentent la montée de la Vierge au Calvaire, son Assomption et son couronnement.

### La nef et les tours néo-gothiques

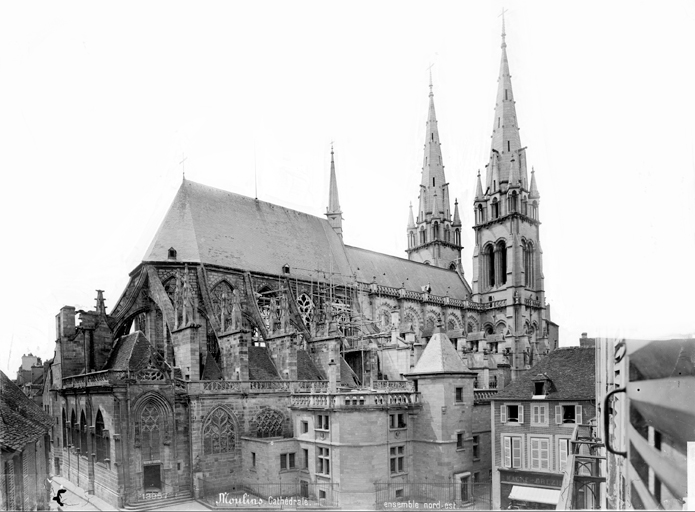
Les deux parties de la cathédrale.

L'achèvement de la cathédrale fut un des chantiers d'architecture les plus importants au XIXe siècle dans l'Allier. Décidé par l'évêque de Moulins, Antoine de Pons de La Grange, la nouvelle cathédrale s'avérant trop exigüe, il fut mis en œuvre par son successeur, Pierre Simon de Dreux-Brézé, ultramontain convaincu. Dans le domaine des arts, l'orientation politique du prélat se traduisait par son attachement au mouvement archéologique, enthousiaste pour l'art médiéval. L'évêque soutenait la mise en pratique dans son diocèse de cette nouvelle esthétique. Entre 1852 et 1876, Pierre Simon de Dreux-Brézé suivra de très près les travaux.
Ces ajouts architecturaux furent réalisés en style néogothique, sous l'influence de Eugène Viollet-le-Duc. L'architecte parisien Jean-Baptiste Antoine Lassus — auquel on doit la restauration de la cathédrale Notre-Dame de Chartres, de la Sainte Chapelle et de Notre-Dame de Paris dont il construisit la sacristie — choisit le modèle gothique d'Île-de-France du XIIIe siècle pour agrandir la collégiale qui était en gothique flamboyant. La rupture est d'autant plus accentuée avec le bâtiment originel par le fait qu'il n'employa pas non plus les mêmes matériaux.
La surface de la nef de la collégiale fut doublée et on ajouta les deux collatéraux, les cinq travées se terminant par un massif occidental surmonté de deux flèches en pierre calcaire hautes de 82 mètres. La hauteur des voûtes de la nef atteint environ 25 mètres.
Le maître-autel de Notre-Dame, surmonté d'un ciborium, fut disposé, comme il l'est de nos jours, « à la romaine » : contrairement à l'usage le plus répandu à l'époque, il fut installé en avant du chœur et non pas au fond de l'abside. L'autel ne fut déplacé au fond du chœur qu'après 1937. Il reprit sa place initiale après les réformes issues du concile Vatican II.
Les statues de saints ou d'évêques, qui ornent la façade, sont de la main des sculpteurs Chenillon, Fromanger, Denécheau, Gaudran, Michel-Pascal. Les fresques du porche, peintes à la cire, sont de Lameire.
Commencés avec Esmonnot, les travaux furent continués par Eugène Millet et Paul Selmersheim après la mort de Lassus, en 1857.

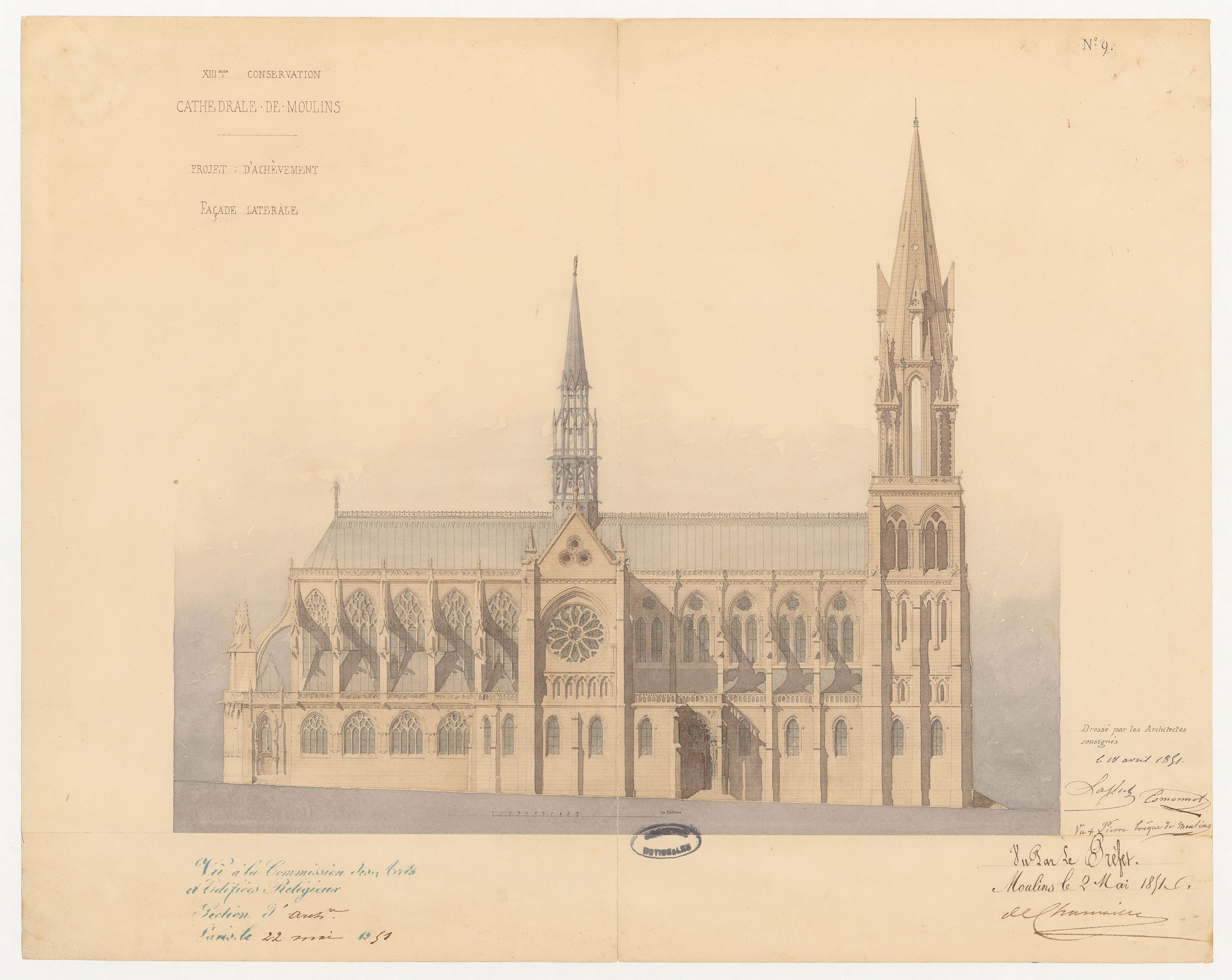
Projet d'achèvement de Lassus : façade latérale (1851).
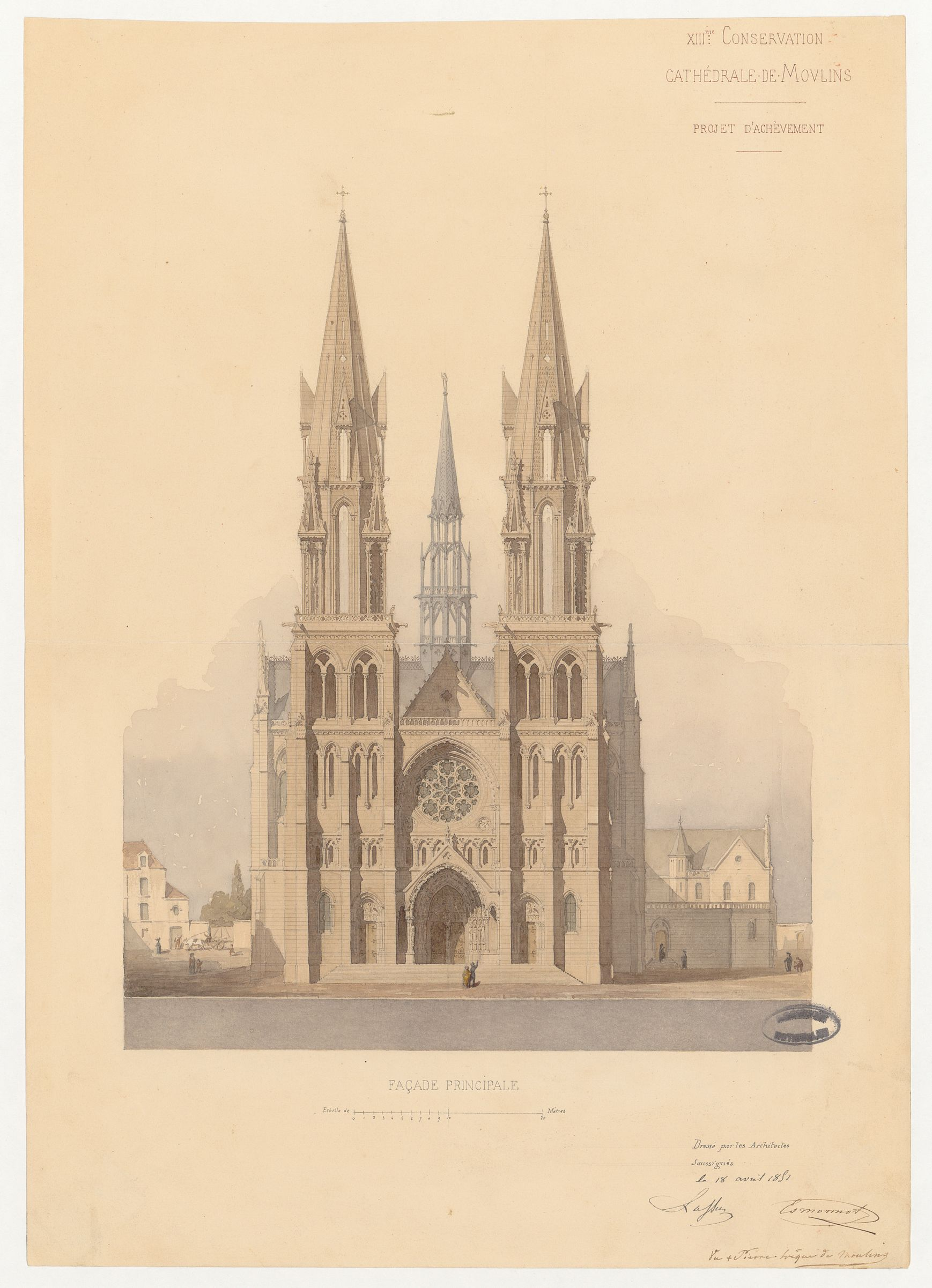
Projet d'achèvement de Lassus : façade principale (1851).
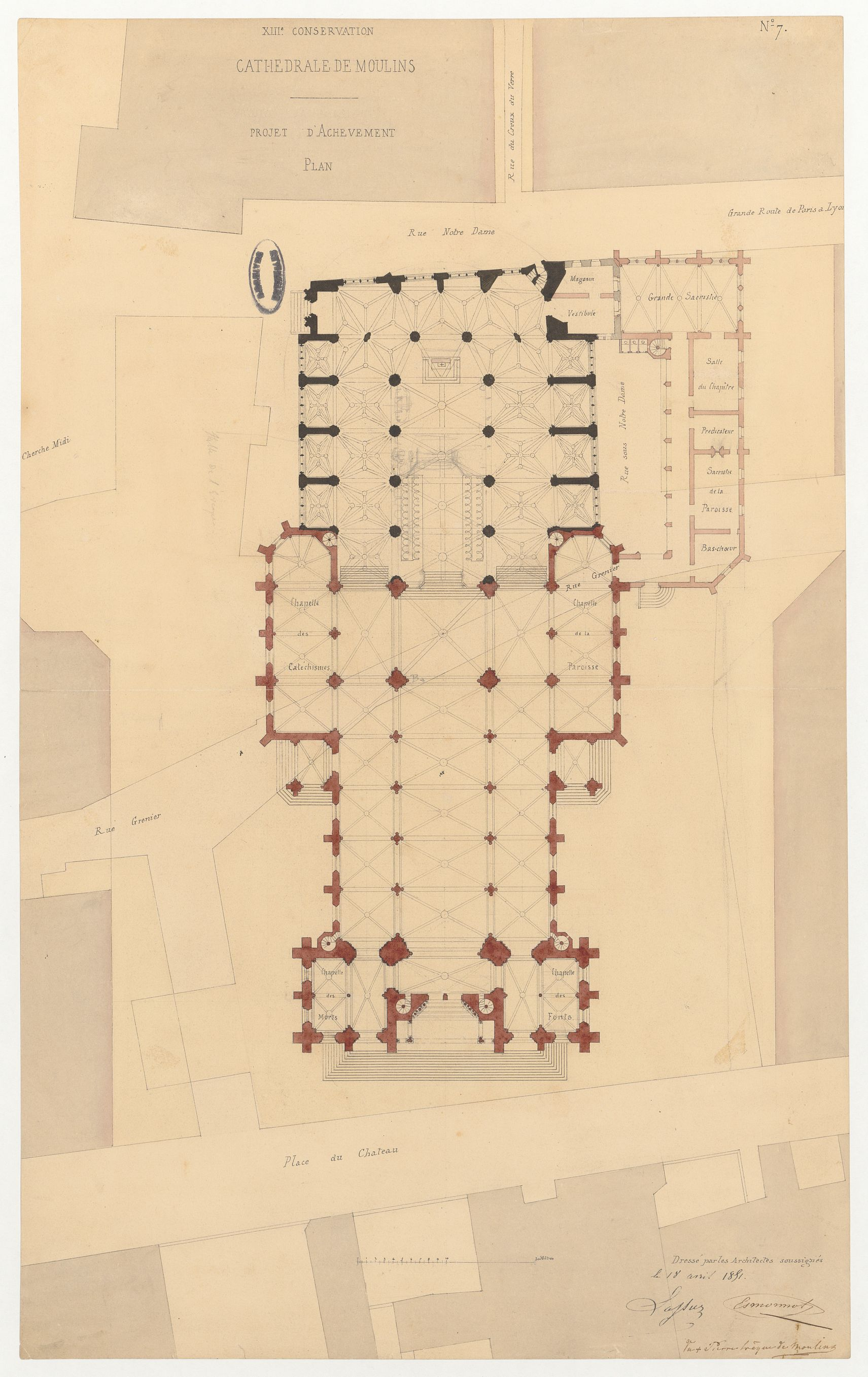
Projet d'achèvement de Lassus : plan général (1851).

## Les vitraux

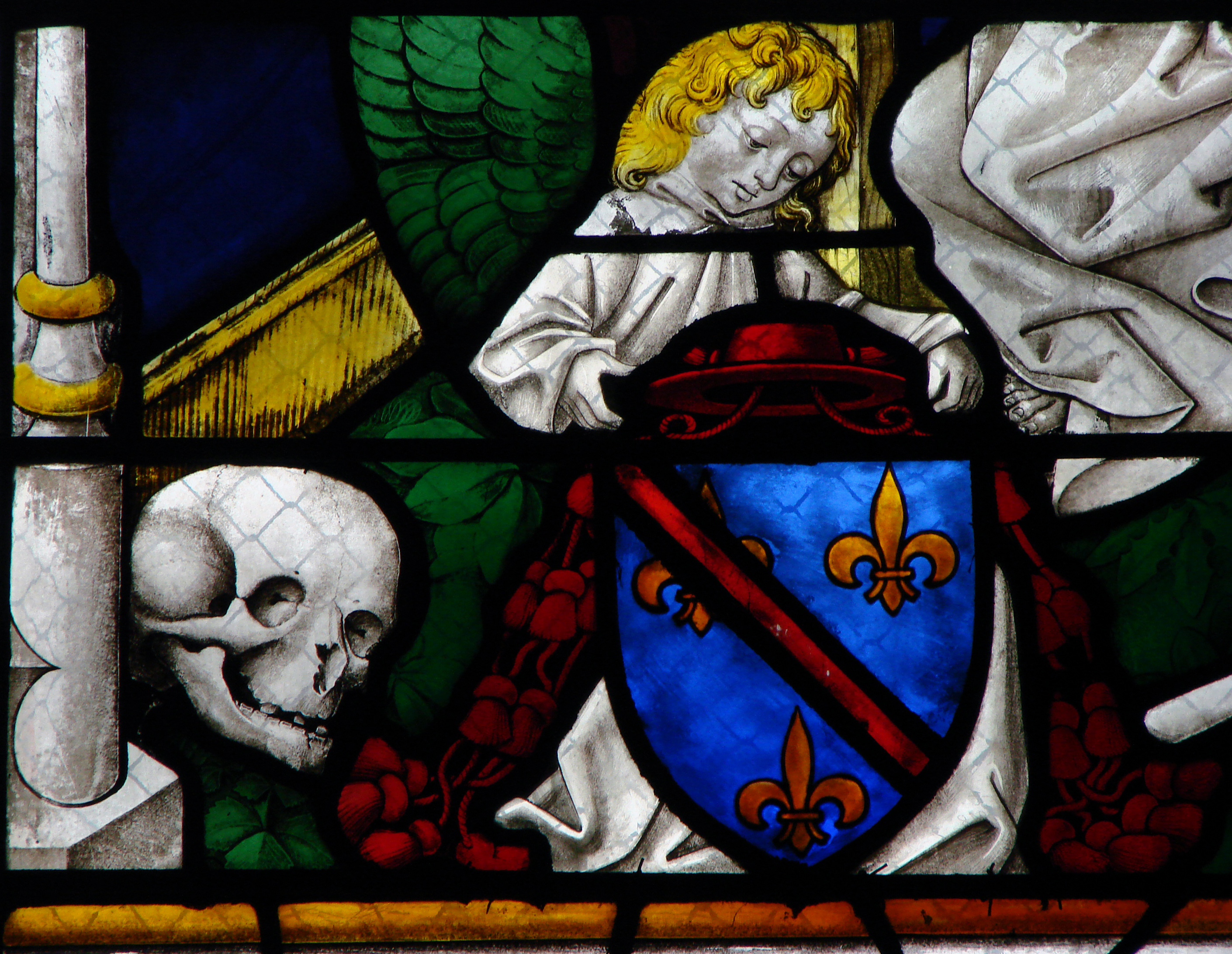
Vitrail de la Crucifixion, armes du cardinal de Bourbon.

Les nombreux vitraux de la cathédrale sont de l'époque gothique. La plupart représentent leurs donateurs regroupés autour d'un grand sujet. Au XVe siècle, il était fréquent que les notables financent les vitraux et que ces donateurs se fassent représenter dans ces œuvres, parfois avec leur famille proche.
Ces vitraux sont précieux à tous égards. Ils constituent la plus brillante parure de la collégiale et dénotent le talent des peintres verriers de la fin du XVe et du début du XVIe siècle. Du point de vue iconographique et historique ils offrent un intérêt de premier ordre.
La technique en est assez compliquée. L'effet est obtenu, en général, par l'emploi simultané de trois procédés : des morceaux de verres teints dans la pâte réunis par des plombs ; des applications d'émail pour souligner les formes ; des morceaux de verres blancs, colorés au pinceau, et rendus transparents au moyen de fondants.

### Vitraux des chapelles

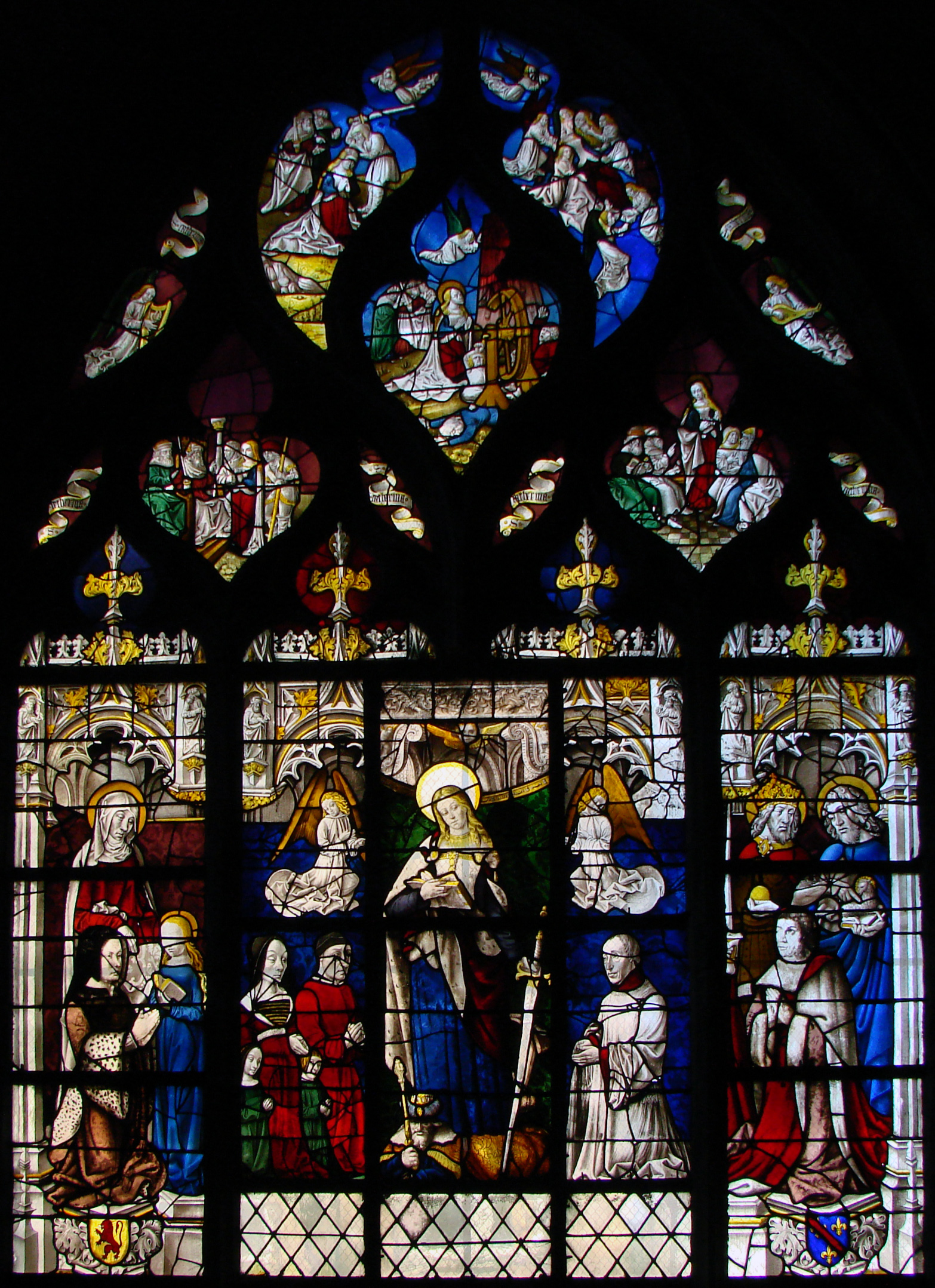
Vitrail de sainte Catherine.

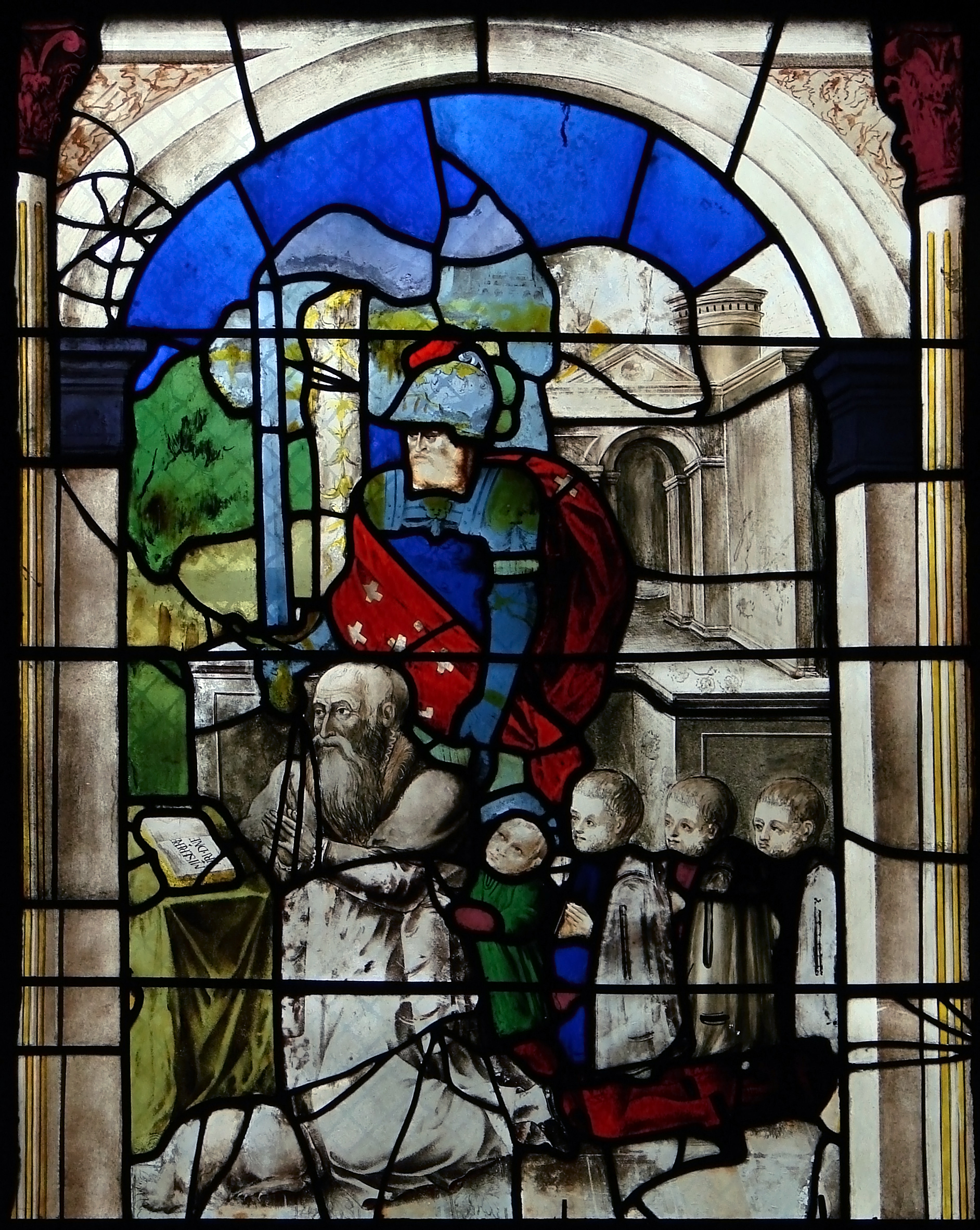
Geoffroy Aubéry et ses quatre fils, vitrail « de l'Église militante ».

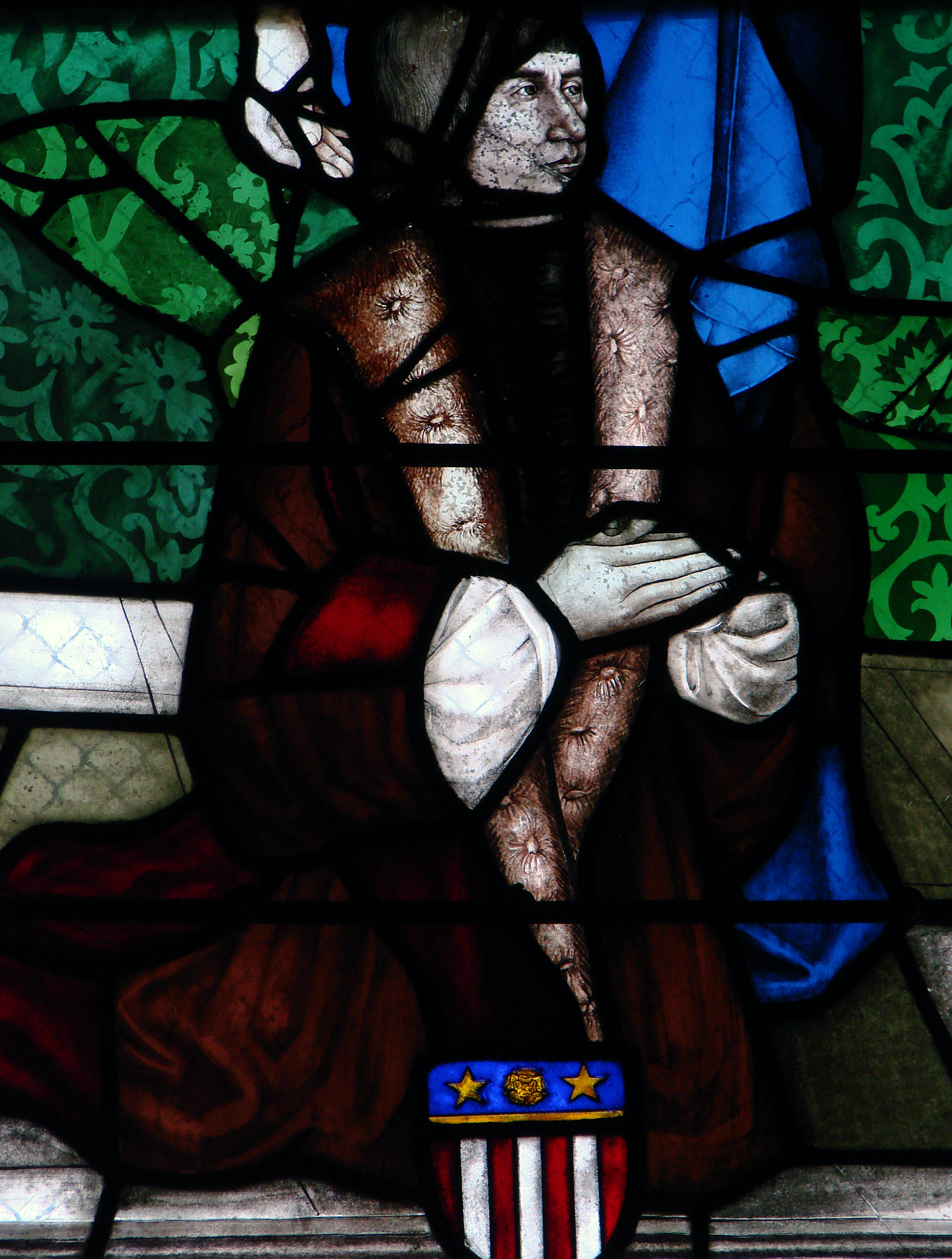
Jean Chanteaux, vitrail de sainte Élisabeth de Hongrie.

Parmi les vitaux des chapelles, le plus remarquable est celui de sainte Catherine, dont la grande figure, œuvre du XVIe siècle, a été ajoutée après coup dans un vitrail de la fin du XVe siècle. Elle tient un livre et une longue épée et foule aux pieds un personnage à turban, qui est probablement l'empereur romain Maxence. De chaque côté de sainte Catherine, le vitrail est divisé en deux compartiments, où, sous des dais gothiques rehaussés d'or, se tiennent les princes donateurs avec leurs patrons. À l'extrémité droite, on voit le duc Jean II à genoux. À côté de lui se trouve saint Charlemagne, patron du personnage représenté dans le compartiment voisin et qui est un des frères de Jean, du cardinal Charles II de Bourbon. De l'autre côté de sainte Catherine, à gauche, est figurée Catherine d'Armagnac, femme de Jean II, à genoux, les mains jointes tenant son chapelet. Derrière elle, se tient debout sainte Anne enseignant à lire à la Vierge.
Le compartiment d'à côté montre Anne de France en prière. À côté d'elle sont agenouillés son mari, le duc Pierre II, sa fille Suzanne et son fils Charles, mort en bas âge, et au-dessus duquel apparaît un ange. La partie supérieure du vitrail, divisée en cinq compartiments par les ramifications des meneaux, représente des scènes de l'histoire de sainte Catherine : à gauche et en bas, la sainte essaye de convertir l'empereur Maxence ; à droite, elle discute au prétoire d'Alexandrie avec les rhéteurs ; au centre, sur le point d'être livrée au supplice, elle prie Dieu et la roue éclate si violemment qu'elle tue quatre mille gentils ; en haut, à gauche, elle est décapitée ; à droite, cinq anges emportent avec précaution sa tête et son corps au ciel. De chaque côté voltigent un ange musicien et des banderoles sur lesquelles on lit le mot CATERINA.
Le second vitrail représente, en grisaille, le Christ en croix sur fond bleu, entouré de la Vierge, sur fond rouge, et de saint Jean, sur fond vert.
Le troisième est divisé en trois compartiments simulant l'intérieur d'une église gothique d'un style très fleuri. Au centre, sous un dais de velours, la Vierge est assise, tenant sur ses genoux l'Enfant-Jésus. Elle est vêtue d'une robe violette bordée d'or, garnie de perles et de diamants et recouverte d'un manteau bleu doublé d'hermine. Derrière elle, sont en adoration six anges vêtus de blanc et d'étoles d'or. Les compartiments extrêmes sont occupés par les deux donateurs — non identifiés — le mari étant assisté de saint Pierre et la femme de sainte Barbe.
Le vitrail qui orne l'ancienne chapelle des seigneurs de Lécluse montre, en bas, l'arbre de Jessé, donnant la généalogie de tous les ancêtres de la Vierge et du Christ depuis le roi David. La partie supérieure représente la légende de saint Joachim et sainte Anne.
Un cinquième vitrail retrace, en quatre panneaux, la vie des martyrs condamnés sur terre et glorifiés au ciel.
L'ancienne chapelle des Aubéry, exécutée en 1558, évoque les principaux épisodes d'une croisade. Le donateur agenouillé est Geoffroy Aubéry, maire de Moulins de 1552 à 1554. Derrière lui sont ses quatre fils et il est assisté de Godefroy de Bouillon, la famille Aubéry prétendant descendre de l'un des plus fidèles compagnons du chevalier. La donatrice est sa femme, Claude Chabas, présentée par son patron, l'archevêque saint Claude. Ses deux filles sont agenouillées derrière elle.
C'est sans doute Charles Popillon, argentier du duc de Bourbon, qui est représenté sur le vitrail de la chapelle qu'il a fondée au milieu du XVIe siècle, avec sa femme Marie Brinon et ses fils. On voit dans les divers compartiments l'Annonciation et l'Assomption de la Vierge, le Christ bénissant et divers épisodes empruntés à la légende des deux saints Jean.
La chapelle suivante appartenait, à la fin du XVe siècle, à la famille Brinon. Mais le vitrail est daté du milieu du XVIe siècle par les éléments architectoniques de style Renaissance qu'il renferme. Il est consacré au martyre de sainte Barbe, qu'il montre successivement dans l'intérieur de sa tour avec les anges, refusant d'adorer les idoles, tenaillée et battue de verges.
La seconde chapelle du côté nord est décorée d'un vitrail où l'on distingue quatre scènes de la légende de Marie Madeleine.
Le vitrail de la troisième chapelle, propriété de la famille Le Tailleur à la fin du XVe siècle, est divisé en cinq compartiments. Les trois de droite montrent le Christ en croix entouré de la Vierge et de saint Jean. Les deux autres compartiments sont occupés par les images des donateurs. On voit, à gauche, Isabeau Le Tailleur, femme de Michel Cordier, consul de Moulins de 1423 à 1424, présentée par une sainte. Un peu plus loin, saint Gilles, caractérisé par sa biche, apparaît derrière un personnage entouré de ses six enfants et qui est sans doute Gilles Le Tailleur, argentier du duc Charles Ier en 1448.
Le vitrail de la quatrième chapelle est consacré aux légendes mêlées des deux saints Jean et celui de la cinquième, qui appartenait à la famille de Jean Chanteau, premier maire de Moulins de 1518 à 1520, reproduit trois traits de la vie de sainte Élisabeth de Hongrie.

### Verrières hautes
Les trois verrières hautes du chœur, exécutées au XVIe siècle, sont très marquées par la Renaissance. Celle du centre représentait la mort de la Vierge et les deux autres montraient l'Annonciation et le couronnement de la Vierge.

## Le mobilier sacré

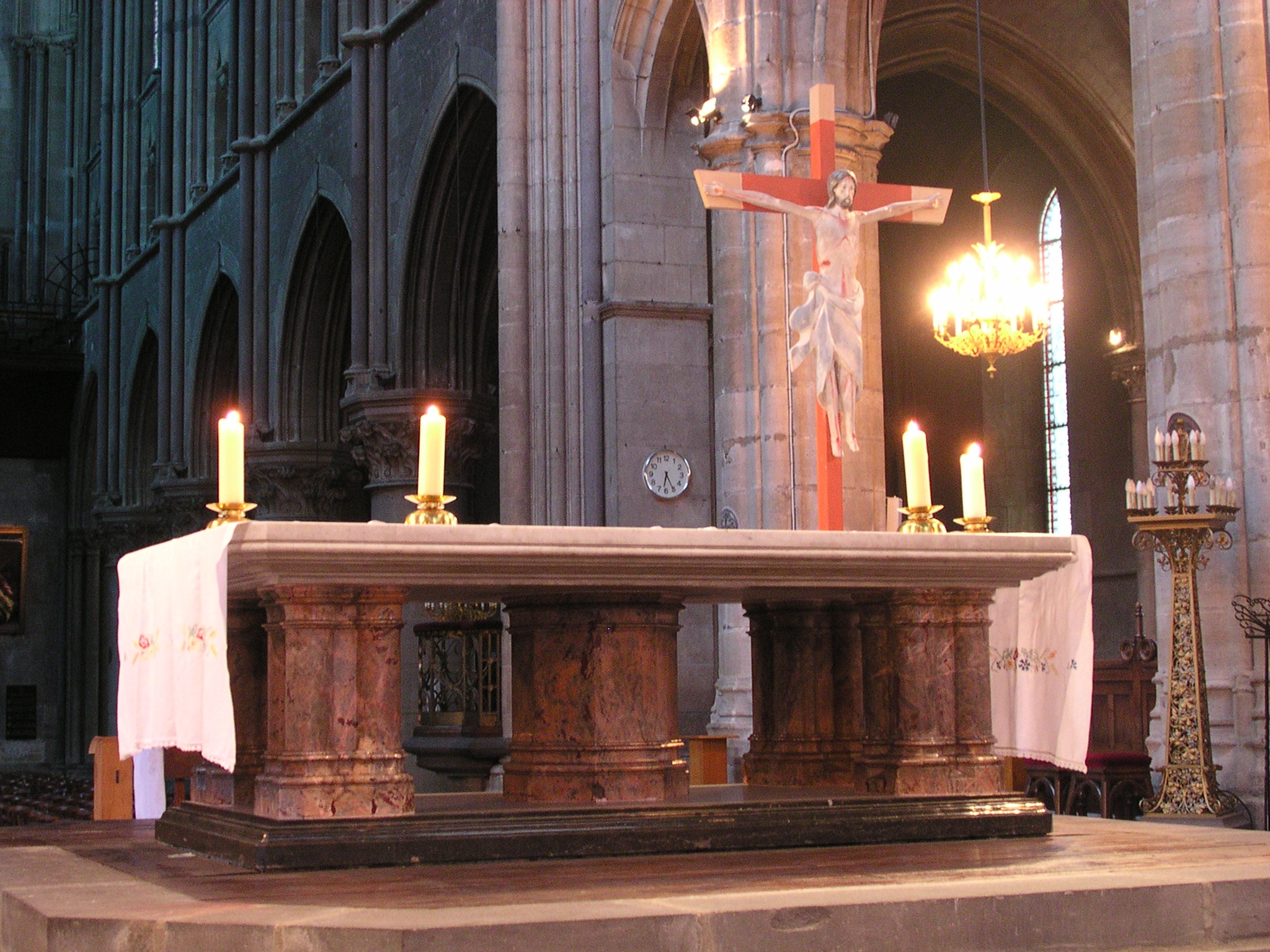
Maître-autel de nos jours.
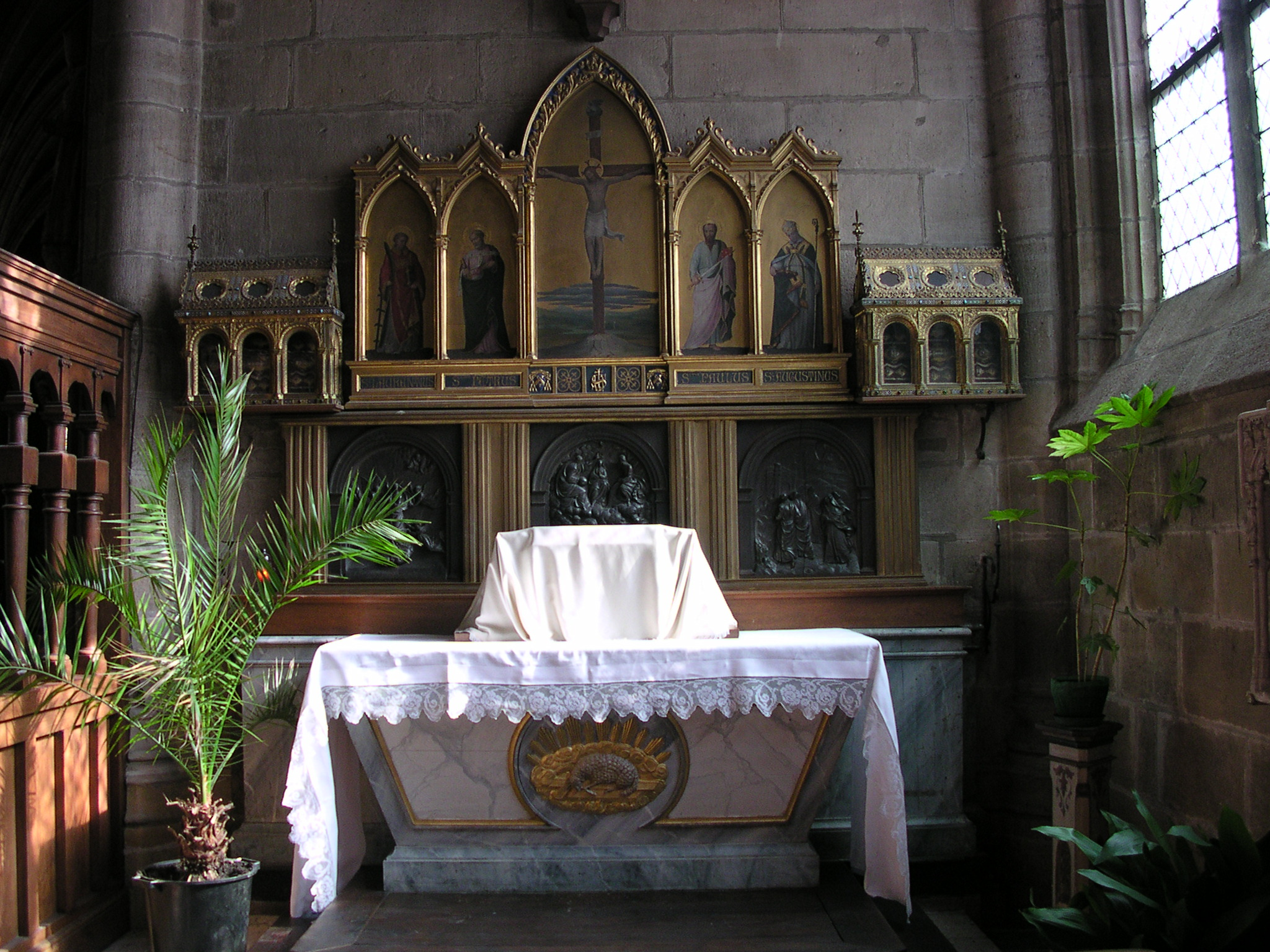
Trois panneaux de l'ancien jubé sur l'autel du Saint-Sacrement.
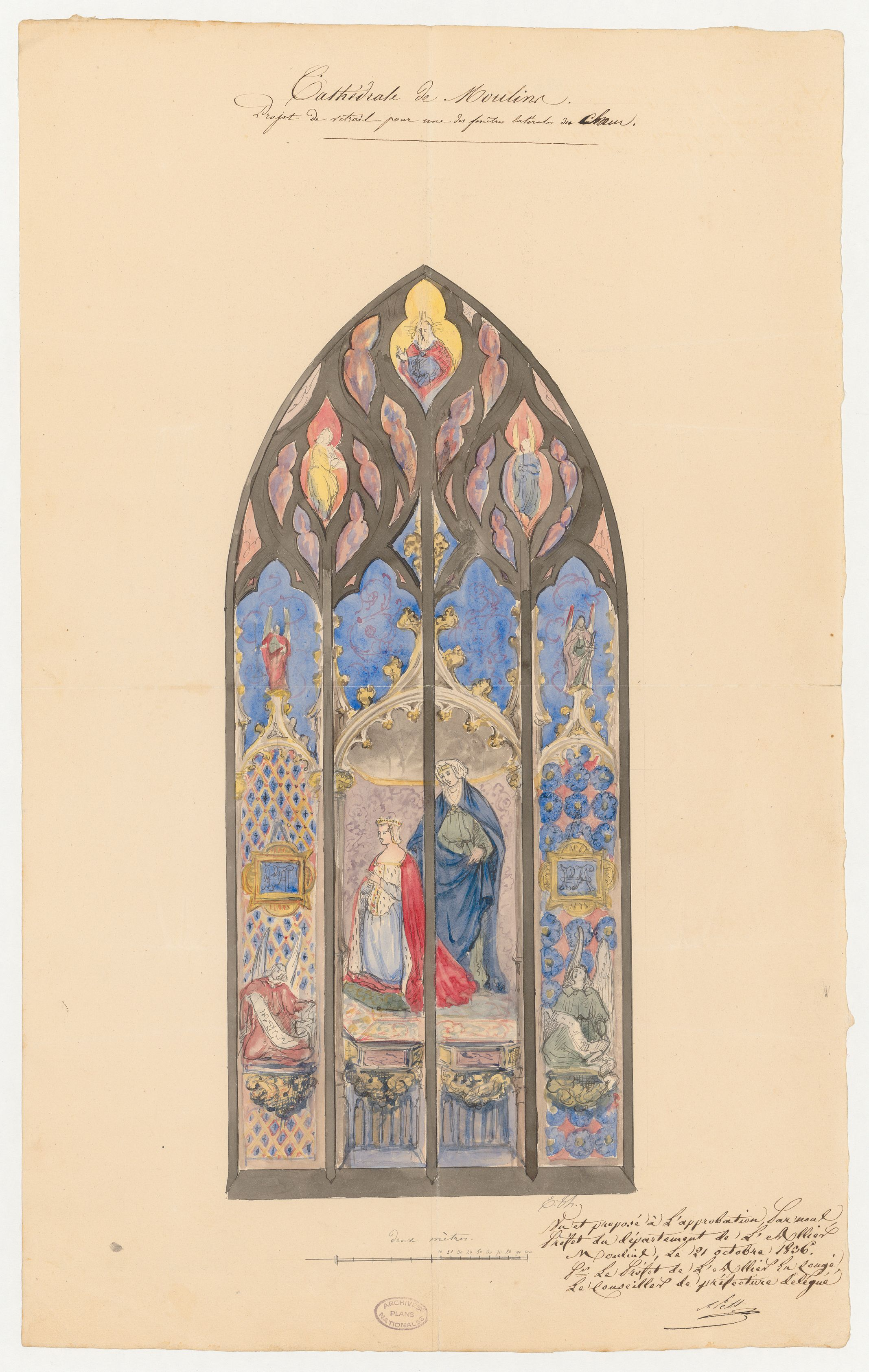
Projet de vitrail d'Émile Thibaud (1836) - Archives nationales (France).

## Tableaux

### Le triptyque du Maître de Moulins

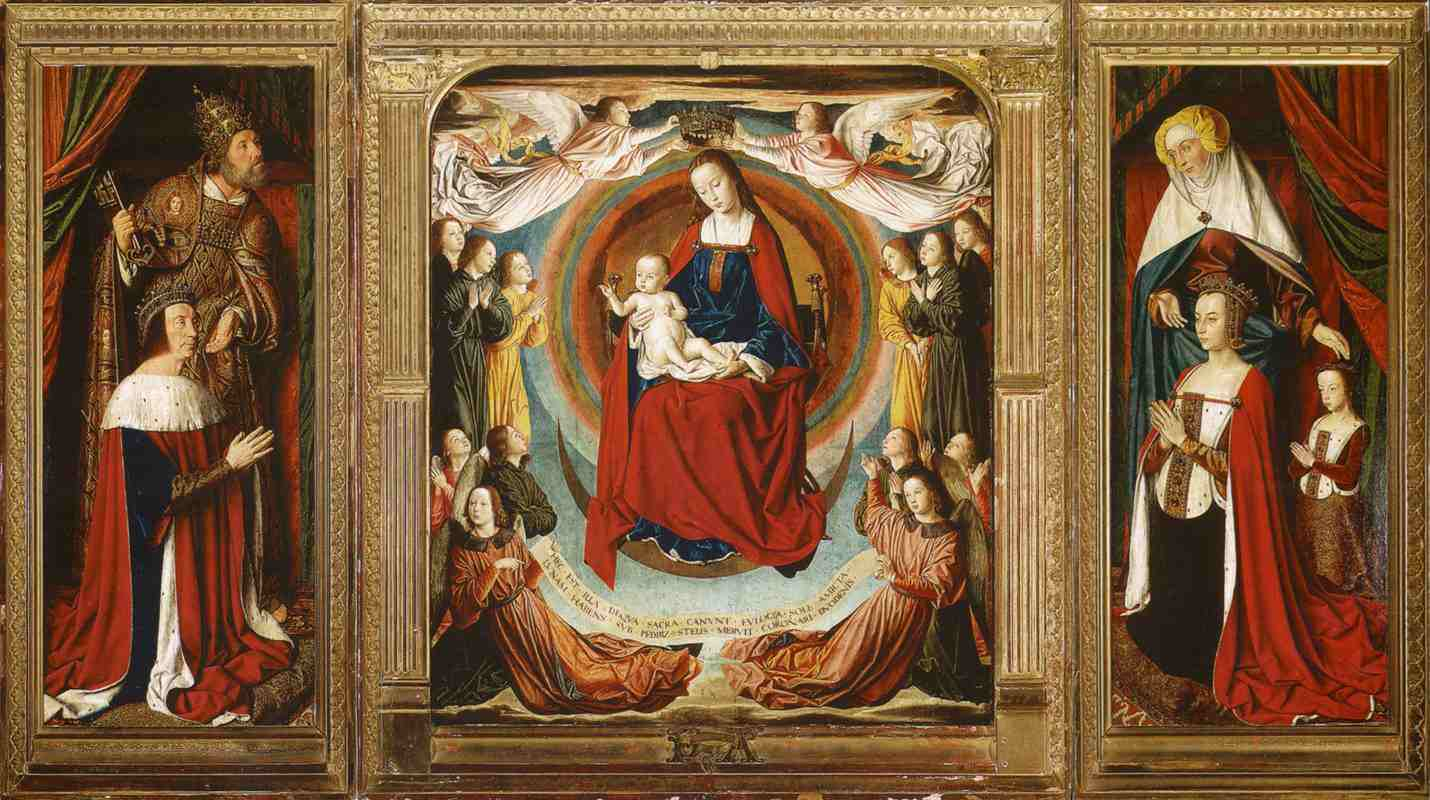
Le triptyque.

Le trésor de la cathédrale possède, dans la sacristie du chapitre, le célèbre triptyque de la Vierge en gloire (vers 1501) du « Maître de Moulins », dont l'identité demeura longtemps inconnue, maintenant identifié avec une certitude presque complète à Jean Hey.
Le triptyque est une commande de Pierre II, duc de Bourbon, et de son épouse Anne de France, fille de Louis XI, pour la collégiale, ou selon d'autres historiens de l'art, pour la chapelle privée des ducs. Le panneau central représente la Vierge trônante, tandis que, sur les deux panneaux latéraux figurent les donateurs, représentés agenouillés et accompagnés de leur saint patron respectif, ainsi que de leur fille Suzanne de Bourbon : Pierre II de Bourbon présenté par saint Pierre et Anne de France et sa fille Suzanne présentées par sainte Anne. Sur sa face externe, le triptyque est orné d'une Annonciation traitée en grisaille.
Le panneau central montre la Vierge Marie en gloire, assise sur un trône et tenant sur ses genoux l'Enfant Jésus. Elle est entourée de quatorze anges répartis de part et d'autre.
Deux d'entre eux soutiennent une couronne au-dessus de la tête de Marie, six la regardent avec dévotion, et deux autres, au bas du tableau, tiennent un phylactère : le premier l'indique du doigt tandis que l'autre désigne la Vierge comme pour signifier que le texte se rapporte à elle. L'inscription latine évoque le rôle majeur de la Vierge dans la foi chatholique :
« Hæc est illa de qua sacra canunt eulogia, sole amicta, Lunam habens sub pedis, Stellis meruit coronare duodecim » (« Voici celle que chantent les louanges sacrées, enveloppée de soleil, la lune sous les pieds, elle a mérité d'être couronnée de douze étoiles ») (Ap 12,1).
Au cœur des cercles concentriques qui apparaissent derrière Marie, se trouve un soleil qui met en lumière le caractère exceptionnel de sa personnalité et la dimension divine de son destin. Figurée flottant dans les airs, elle repose ses pieds sur un croissant de lune. La somptueuse couronne que les deux anges s'apprêtent à déposer sur sa tête se termine par douze étoiles (seuls sept sont visibles sur le tableau, mais on peut distinguer la base de cinq fleurons masqués par la perspective).
La Vierge n'est pas drapée du bleu traditionnel de l'iconographie mariale mais d'un lourd manteau rouge rappelant la Passion du Christ, comme dans les Vierges des peintres Hans Memling et de Jan van Eyck, signe de l'influence de l'art des primitifs flamands dans l'œuvre du Maître de Moulins. Elle se tient humblement tête baissée dans une attitude de profond recueillement alors que l'Enfant Jésus dirige ses regards vers le monde, bénissant de la main, ce qui suggère qu'il a déjà connaissance de sa mission spirituelle.
Sur les panneaux latéraux, les donateurs sont représentés avec leur saint patron respectif et leur unique héritière Suzanne, au visage particulièrement disgracieux. La famille ducale montre un recueillement auquel s'oppose l'attitude de saint Pierre et sainte Anne, laissant supposer qu'ils viennent d'intercéder en leur faveur auprès de Marie.

### Autres œuvres picturales
- Isaac Moillon, La Vierge de l'Annonciation, L'Ange de l'Annonciation. Huiles sur toile, 2,18 x 1,62. Le tableau de La Vierge est daté de 1654. Cf. Catalogue de l'exposition, Isaac Moillon, Aubusson, 2005, p. 101 ;
- Gilbert de Sève, Deux chartreux et la Vierge ;
- Pierre Parrocel, Saint Joseph adorant l'Enfant Jésus.

## Sculptures

### La Vierge noire de Moulins

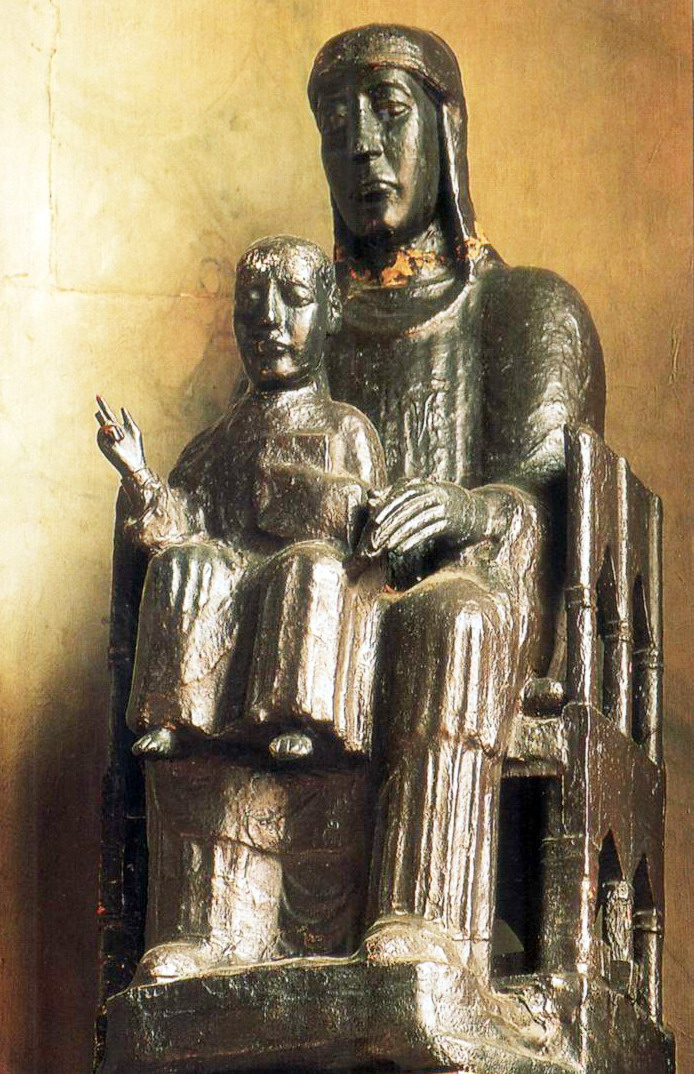
La Vierge noire de Moulins.

La statue de la Vierge noire représente Notre-Dame assise sur un trône à deux panneaux ; sa main gauche tient la base d'un lys aujourd'hui brisé ; de sa droite, elle entoure son Fils assis sur ses genoux. Celui-ci, d'une main, appuie contre sa poitrine le livre des évangiles, de l'autre, il bénit. Cette statue aurait été rapportée de Terre sainte par un sire de Bourbon et offerte par Louis IX. C'est une Vierge en majesté du XIe siècle, qui a été marouflée au XVe siècle. Elle est placée dans une chapelle où l'on peut également voir un bas-relief en bois polychrome relatant la mort de la Vierge.
Les archives municipales gardent le souvenir d'un miracle retentissant par lequel la Vierge Marie protégea Moulins de l'incendie du 21 novembre 1655, arrêté soudain par le geste audacieux d'un fidèle qui avait jeté au milieu des flammes le manteau de la statue. La coutume aurait existé de faire brûler devant Notre-Dame de Moulins une roue de cire, interprétée par certains comme un symbole solaire de régénération.
La statue a été couronnée le 22 mai 1910.
Le 8 décembre 1946, le futur pape Jean XXIII, Angelo Roncalli, nonce apostolique à Paris, a béni un ex-voto apposé dans la cathédrale en reconnaissance de la protection de la Vierge noire sur Moulins pendant les années de l'occupation allemande.

### La déploration du Christ

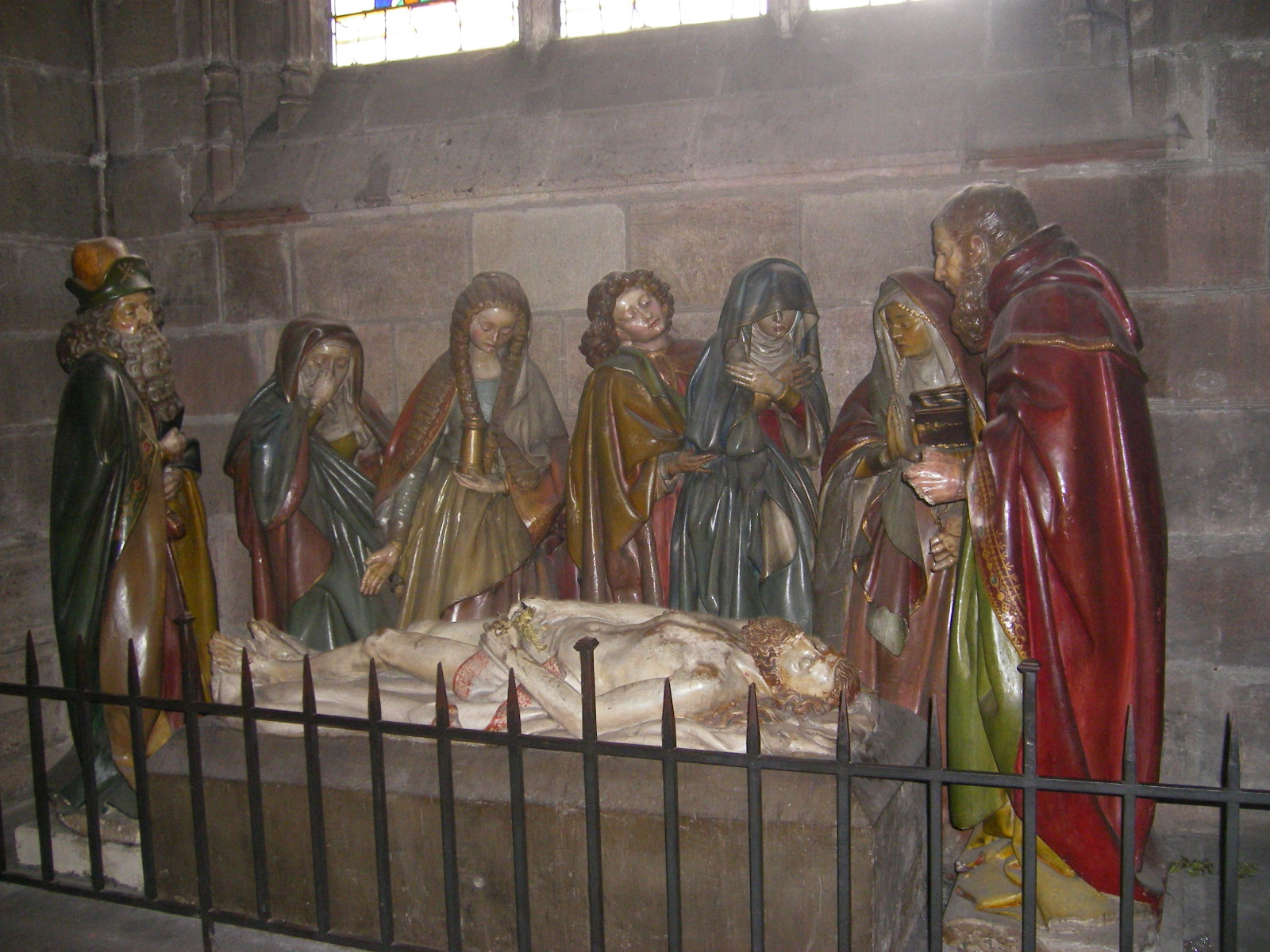
La déploration du Christ.

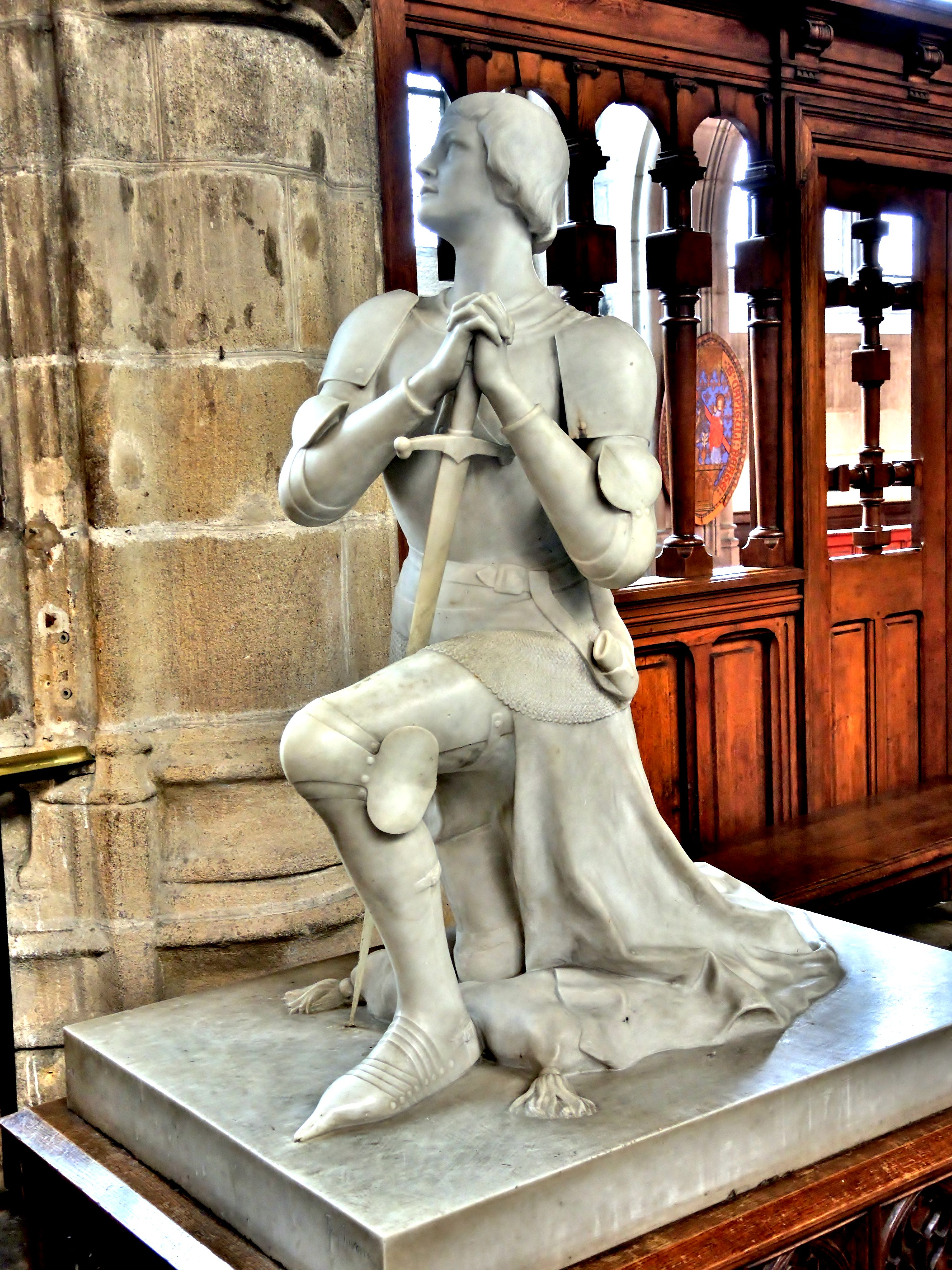
Jeanne d'Arc dans la cathédrale.

Un caveau situé sous le maître-autel, et qui sert actuellement de tombeau aux évêques de Moulins, abrite la sépulture des deux premières épouses du duc Jean II de Bourbon, Jeanne de France et Catherine d'Armagnac et les cœurs de Jean II et de Pierre II.
Le groupe gothique flamboyant de la « déploration du Christ », adossé à cette époque au maître-autel, remplaça sur le tombeau un monument primitif détruit par les révolutionnaires en 1793. Les documents sont muets sur l'origine de cet ensemble, provenant peut-être de l'ancienne église des Carmes de Moulins. Il est actuellement placé dans une chapelle latérale.
Cet ensemble de sculptures diffère sensiblement des habituelles « Mise au tombeau ». C'est un cortège de personnages défilant devant le Christ mort dont la tête est orientée du côté droit. Il est constitué de huit personnages : Le Christ, la Vierge, assistée de saint Jean, une sainte femme portant le livre des Évangiles, Marie-Madeleine avec un vase de parfum, Marie-Cléophas qui essuie ses larmes, Nicodème et un autre disciple. Les vêtements amples parfois doublés de fourrure et les costumes de deuil dénotent un rapport avec l'art bourguignon. La marque bourbonnaise se reconnaît au sillon qui prolonge l'angle extérieur des yeux.

### Jeanne d'Arc
La statue de Jeanne d'Arc a été exécutée par Raymond Léon Rivoire (1884–1966), artiste originaire de Cusset, cette statue représente Jeanne en prière près du vitrail Popillon, devant la chapelle où se trouve habituellement la Vierge Noire. Cette statue fut présentée au Salon des artistes français en 1910.

## Orgues

### L'orgue de tribune

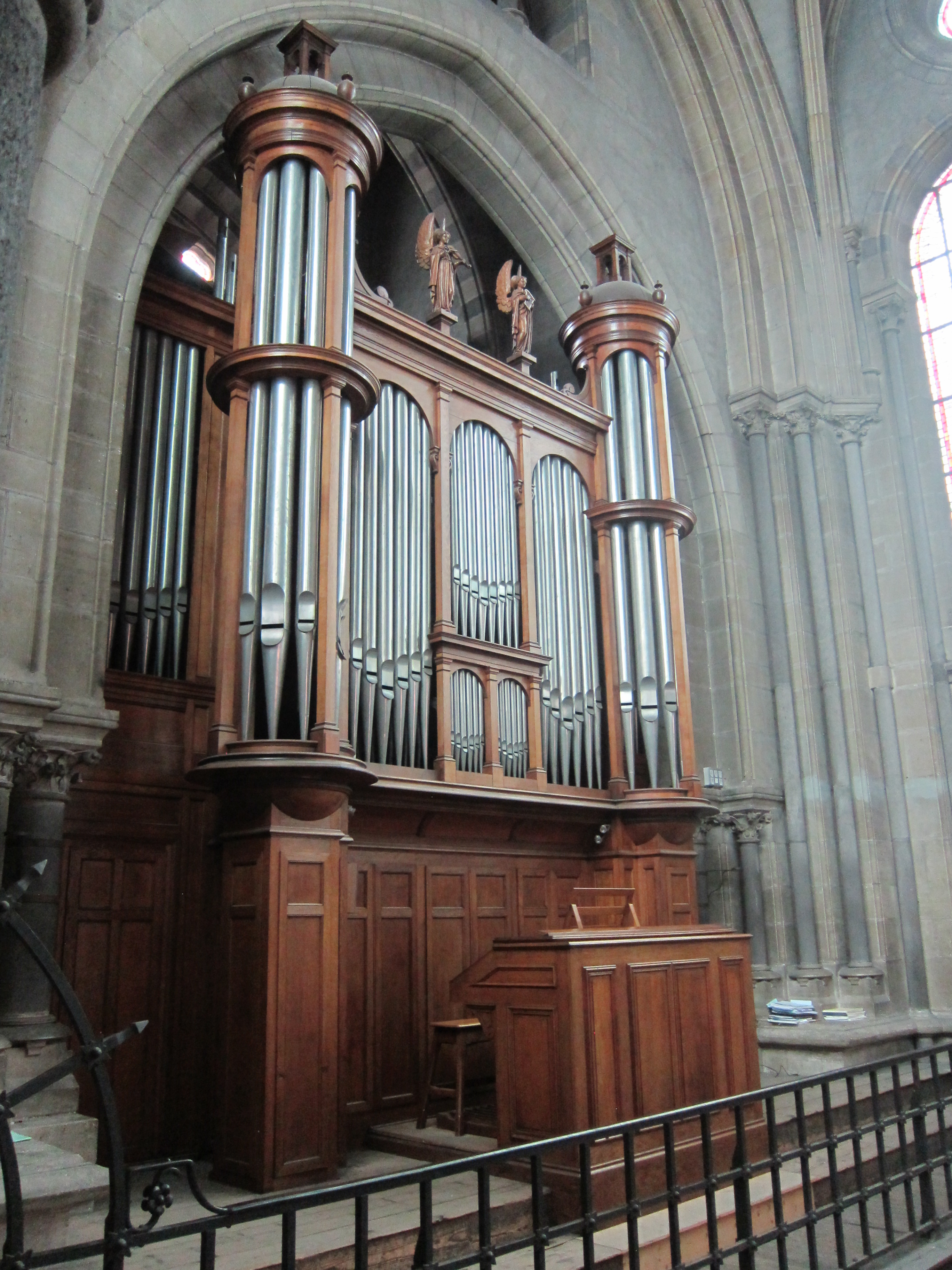
L'orgue de tribune (Merklin, 1880).

Il a été construit par le facteur d'orgue Joseph Merklin dans un buffet dessiné par l'architecte Eugène Millet. Peu transformé depuis, il est l'un des très rares témoins authentiques de la facture d'orgue de la maison Merklin à cette époque.
Il se distingue par une composition équilibrée du 32' au 1' en 42 jeux. Les jeux d'anches sont sonores sans jamais être agressifs, et les jeux de fonds sont amples et suaves ; la réunion des deux donne un grand-chœur grave et profond. Les jeux de détails sont également remarquables de finesse. Cet instrument est un exemple parfait du style « symphonique d'église » propre à Joseph Merklin.
Il fut inauguré en août 1880, par Félix-André Guilmant, Charles Duvois, Leblond et Louis Fimbel. Merklin effectua des relevages de l'instrument en 1893 et en 1930 puis de 1974 à 1976. L'instrument fut alors réceptionné par Marie-Claire Alain. La même année, sous l'impulsion de cette dernière, la partie instrumentale a été classée « monument historique ». La dernière restauration, à l'identique, a été achevée en 1992 par les facteurs d'orgues Micolle et Valentin.
L'actuel[Quand ?] titulaire est Alexis Droy, professeur d'orgue au Conservatoire de Moulins.
Exemples sonores :
- La « Conversion de Saül » joué par Jean-Luc Perrot : YouTube ;
- « Chœur de Voix Humaines » de Louis James Alfred Lefébure-Wély joué par le titulaire Alexis Droy, faisant entendre la très belle voix humaine du récit : YouTube.

Composition
| Grand-Orgue: 56 notes |
| Principal 16'         |
| Bourdon 16'           |
| Montre 8'             |
| Bourdon 8'            |
| Flûte harm. 8'        |
| Viole de gambe 8'     |
| Prestant 4'           |
| Doublette 2'          |
| Grand cornet V        |
| Fourniture IV         |
| Bombarde 16'          |
| Trompette 8'          |
| Clairon 4'            |

| Positif: 56 notes   |
| Principal 8'        |
| Bourdon 8'          |
| Salicional 8'       |
| Flûte harmonique 4' |
| Octavin 2'          |
| Quinte-flûte 2' 2/3 |
| Clochette 1'        |
| Trompette 8'        |
| Clarinette 8'       |

| Récit expressif: 56 notes |
| Flûte harmonique 8'       |
| Bourdon 8'                |
| Viole de gambe 8'         |
| Voix céleste 8'           |
| Flûte d'écho 4'           |
| Fugara 4'                 |
| Flageolet 2'              |
| Trompette harm. 8'        |
| Basson-hautbois 8'        |
| Voix humaine 8'           |
| Clairon harm. 4'          |

| Pédale: 30 notes |
| Soubasse 32'     |
| Contrebasse 16'  |
| Soubasse 16'     |
| Octave-basse 8'  |
| Violoncelle 8'   |
| Flûte 4'         |
| Bombarde 16'     |
| Trompette 8'     |
| Clairon 4'       |

### L'orgue de chœur

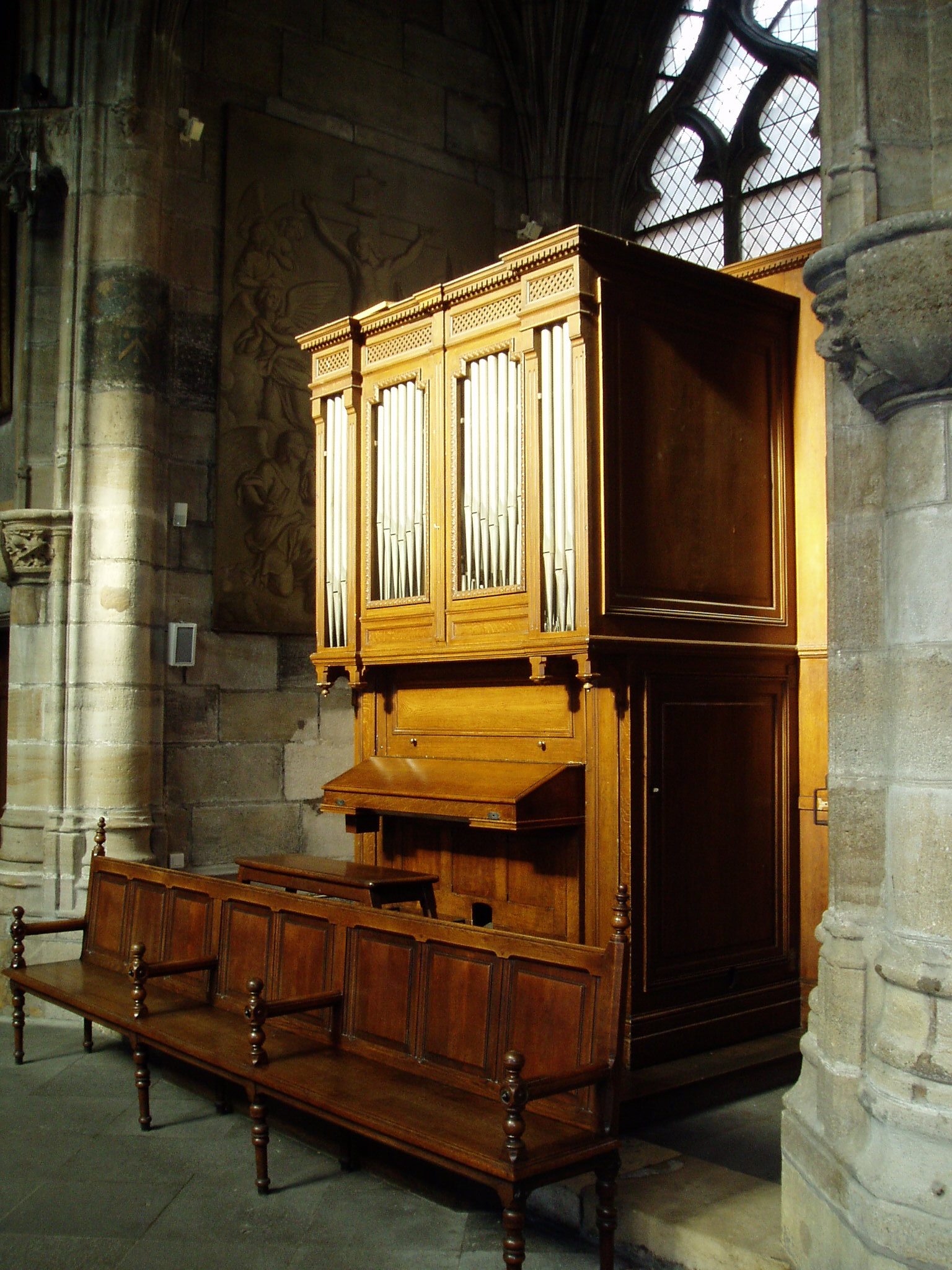
L'orgue de chœur

C'est un orgue Abbey acheté en 1933 à la Schola Cantorum de Paris pour la cathédrale par Jean-Baptiste-Augustin Gonon, évêque de Moulins depuis 1926, lui-même organiste, qui assumait financièrement l'ensemble ou une bonne part de l'opération. L'instrument fut opérationnel à l'automne 1933.
L'instrument est constitué de deux parties : la partie avant correspondant au 1er clavier, avec son petit buffet, date du XIXe siècle et la partie arrière a été ajoutée à l'installation de l'orgue en 1933. La plaque à la console est marquée « J. Abbey, à Versailles », qui correspond à la raison sociale de la manufacture Abbey avant 1862. Le petit buffet est celui de l'ancien orgue de salon de la famille Abbey. Il remonte à 1850 ou avant.
La partie ancienne a été assez peu modifiée en ce qui concerne la disposition mécanique quoiqu'il y ait eu réharmonisation des jeux au moment de son installation dans la cathédrale. Une tirasse mécanique pour le grand-orgue et le pédalier ont probablement été ajoutés en 1933. À part cela, les travaux effectués en 1933 ont consisté en une installation simple du petit orgue Abbey flanqué à l'arrière d'un récit électrique. Ces travaux ont été effectués par la maison Gloton-Debierre, de Nantes.
L'orgue fut déplacé du chœur dans le déambulatoire en 1938 et se trouve aujourd'hui près de la sacristie capitulaire, dans l'ancienne chapelle Saint-Michel. Il a été dépoussiéré et accordé par Michel-Merklin & Kuhn en 1975 avant les travaux sur le grand orgue.
Le sommier du grand-orgue en chêne, datant de 1850 est à traction mécanique et gravures. Le sommier de récit, en contreplaqué, est équipé de moteurs électro-pneumatiques pour chaque soupape. Le tirage de registres est mécanique dans les deux cas avec appel mécanique de la trompette au récit. Un sommier complémentaire pneumatique est placé entre le grand-orgue et le récit et supporte les 30 basses du bourdon de 16' empruntées au pédalier. Le clavier du grand-orgue est ancien, à mécanique directe, et le clavier de récit est à contacts électriques. L'accouplement des deux claviers est mécanique à masselottes. Le pédalier dispose d’une tirasse mécanique pour le 1er clavier, d'une tirasse électrique pour le 2e et d'un jeu emprunté pneumatiquement au 1er clavier (bourdon 16').
Composition
| Grand-Orgue 56 notes |
| Bourdon 16'          |
| Montre 8'            |
| Bourdon 8'           |
| Prestant 4'          |

| Récit expressif 56 notes |
| Flûte harmonique 8'      |
| Gambe 8'                 |
| Voix céleste 8'          |
| Flûte 4'                 |
| Nasard 2 2/3'            |
| Trompette harmonique 8'  |

| Pédale 30 notes  |
| Bourdon (GO) 16' |

## Litre funéraire
La cathédrale conserve dans l'ancienne chapelle Saint-Michel où l'orgue de chœur fut réinstallé en 1938, une intéressante litre funéraire aux armes de la famille Feydeau. Cette litre est composée d'une bande peinte en noir le long des murs de la chapelle, chargée de cinq blasons d'azur au chevron d'or accompagné de trois coquilles du même. La chapelle Saint-Michel appartenait aux Feydeau aux XVIe et XVIIe siècles. À la fin du XVe siècle, cette famille marchoise occupa d'importantes fonctions à la cour des ducs de Bourbon, comtes de la Marche, puis rallia la couronne lorsque le duché fut confisqué par François Ier en 1531. Deux branches de cette famille se fixèrent à Moulins, les Feydeau de Rochefort (issus d'Antoine Feydeau, conseiller et médecin du duc Pierre II de Bourbon) et les Feydeau de Clusors (issus de Pierre Feydeau, trésorier du Bourbonnais, frère du précédent), qui y perdurèrent jusqu'au XVIIIe siècle.

## Le chapitre de Notre-Dame
| Blason du chapitre de Notre-Dame | Blason du chapitre de Notre-Dame : D'azur, semé de fleurs de lys d'or, au bâton de gueules en bande, et une annonciation brochant sur le tout : la Vierge de carnation, vêtue de gueules et d'azur, coiffée d'un voile d'or, nimbée de même, adextrée d'un ange aussi de carnation, ailé d'argent, vêtu d'or, nimbé de même, fléchissant le genou dextre, tenant une tige de lys fleurie d'argent, et un ruban de même sur lequel se lisent ces mots : AVE MARIA, en caractères de sable, aux pieds de la Vierge, un vase d'or d'où sort une tige de lys d'argent; ce groupe placé sur un piédestal et surmonté d'un dais d'architecture, le tout d'or. |

### Histoire du chapitre

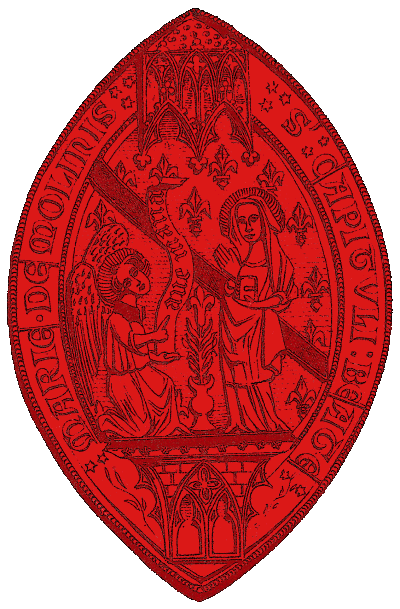
Sceau du chapitre.

Le Chapitre de chanoines royal de Notre-Dame de Moulins a été fondé en 1386 par Louis II, duc de Bourbon. Faisant valoir que ses manants étaient forcés d'aller à Izeure, ce qui était difficile en tous temps et impossible en temps de guerre, se pourvut auprès du Saint-Siège pour obtenir l'érection en collégiale de la chapelle Notre-Dame, sise sur le pourpris de son château de Moulins, la cappella Molendinorum. Cette chapelle Notre-Dame avait été édifiée par le duc Pierre II, vraisemblablement sur l'emplacement de la chapelle Saint-Pierre, mentionnée en 991. Sa demande n'aboutit pas sans peine, en raison des droits quatre fois séculaires que possédaient les bénédictins de Souvigny sur la chapelle.
Malgré la bulle papale de l'antipape Clément VII (Robert de Genève) le 19 octobre 1378, les difficultés durèrent huit ans. Moyennant certaines prérogatives, Souvigny céda et, le 6 décembre 1386, l'évêque de Nevers, Maurice de Coulange installa ce nouveau chapitre relevant directement du Saint-Siège, composé d'un doyen et de douze chanoines, dans la chapelle, spécialement dédiée à l'Annonciation. Les chanoines, dotés de trente livres de rente étaient présentés par le duc, sauf un choisi par le prieur de Souvigny. Le premier doyen fut nommé par le duc et institué par le pape. Ses successeurs seront élus par le chapitre et confirmés par le prieur de Souvigny :

« En ladicte ville de Molins en l'eglise Notre Dame y a fondation faicte par le susdict bon duc Loys d'un collège de douze chanoynes et un doyen, quatre clercs coriaulx et un secretain ou marguillier docte, de très bonnes et grandes rentes en assiette, de terre, selon la coustume de Bourbonnois, lequel a un official pour la congnoissance de leurs causes, les appellations duquel ressortissent a Lyon par devant le metropolitain et ne doibt demeurer soubz silence, ce qui se trouve en leur tresor qui est une fondation faicte par messire Pierre de Belleperche lorsqu'il vivoit evesque d'Auxerre, ce grand docteur es droictz duquel les Bourgoignons se sont voullu glorifier, par lequel titre de fondation il appert qu'il estoit de la noble famille des Breschardz seigneurs de Confex près Belleperche et qu'a ceste cause, les Bourbonnois le peuvent vendiquer comme a eux appartenant. »

— Nicolas de Nicolaÿ, Description générale du Bourbonnais en 1569
.
Le chapitre de Notre-Dame a été érigé en chapitre cathédral par la bulle Paternæ caritatis approuvant la création du diocèse de Moulins, publiée le 16 octobre 1822 et rendue exécutoire le 30 du même mois.
Il était constitué de deux vicaires généraux, de neuf chanoines titulaires et de trois chanoines honoraires. Il fut installé par Antoine de Pons de La Grange, évêque de Moulins, le 7 septembre 1823.
En 1853, Pierre Simon de Dreux-Brézé fit approuver par le pape Pie IX de nouvelles constitutions capitulaires. Le chapitre comptera désormais neuf chanoines, tous prêtres, au sein desquels l'évêque choisira un curé pour le soin des âmes, et une dignité : le doyen. Comme cela était prévu par les constitutions, l'évêque de Moulins augmentera le chapitre de deux dignités, celles d'archiprêtre et d'archidiacre. Les vicaires généraux de l'évêque sont de droit chanoines honoraires et jouissent à vie de cette prérogative. Outre les chanoines honoraires ipso jure, l'évêque peut nommer jusqu'à vingt autres chanoines honoraires qui prennent place parmi le chapitre, siègent aux assemblées capitulaires dans lesquelles ils peuvent s'exprimer sans toutefois prendre part aux votes décisionnels.
Le 6 avril 1857, Napoléon III décréta abusif l'acte de l'évêque de Moulins qui modifiait la constitution du chapitre sans l'intervention de l'autorité civile et en contravention avec l'article 33 de la loi du 18 germinal an X et l'ordonnance royale du 29 octobre 1823.
Depuis les règles édictées par le code de droit canonique de 1983, les personnes morales ne peuvent plus posséder la charge curiale. La paroisse Notre-Dame a donc été séparée du chapitre et l'office de vicaire-curé supprimé de facto. Le curé est désormais un prêtre nommé directement par l'évêque.

#### Liste des doyens de la collégiale
La chronologie des doyens du chapitre de Notre-Dame est donnée par un manuscrit des dernières années du XVIIIe siècle :
- 1386 — Jean Chauveau, doyen nommé par le duc Louis II ;
- 1403 — Guillaume Gariteau, élu par le chapitre ;
- 1408 — Jean Audigier ;
- 1432 — Jean Cadier, licencié ès-lois ;
- 1468 — Louis Gadier, licencié ès-lois, maître des requêtes du duc de Bourbonnais ;
- 1499 — Jean de Villeneuve, official ;
- 1506 — Henri Dumoustier ;
- 1526 — Jean de La Goute ;
- 1528 — Pierre Desecubes ;
- 1538 — Michel Mynard ;
- 1561 — Claude de Chaugy ;
- 1570 — Jean Chabas ;
- 1593 — Rémy de Bauvais ;
- 1608 — Claude Feydeau, docteur en théologie et droit canon, fils de Jean Feydeau, seigneur de Clusors, lieutenant particulier en la sénéchaussée du Bourbonnais ;
- 1640 — Louis Feydeau, conseiller-clerc au parlement de Rennes, cousin du précédent ;
- 1642 — Nicolas Feydeau, prêtre du diocèse de Paris, neveu des précédents ;
- 1676 — François-Dominique Beau-Rosier ;
- 1682 — François du Buisson, docteur de Sorbonne, grand-vicaire de Monseigneur de Noailles, évêque de Châlons ;
- 1685 — André Filhol de La Faulconnière ;
- 1706 — Pierre Durdan ;
- 1728 — Jean-Gilbert Loyon, licencié en théologie ;
- 1733 — Gaspard Bardonnet, bachelier de Sorbonne, aumônier de la maison du roi, puis chanoine de Metz ;
- 1746 — Claude Béraud de La Matherée, licencié en droit, promoteur ;
- 1774 — N. de Bonnay, chanoine de la cathédrale de Nevers, puis chanoine de Mâcon ;
- 1781 — N. de Bussy, vicaire général d'Autun ;
- 1785 — Étienne-Jean-Baptiste-Louis des Gallois de La Tour, vicaire général d'Autun au district de Moulins, futur archevêque de Bourges.

Tous ces dignitaires furent nommés par le chapitre, à l'exception du premier qui, conformément à la bulle de fondation, devait être nommé par le duc fondateur et recevoir son institution du Saint-Siège.

### Habit des chanoines

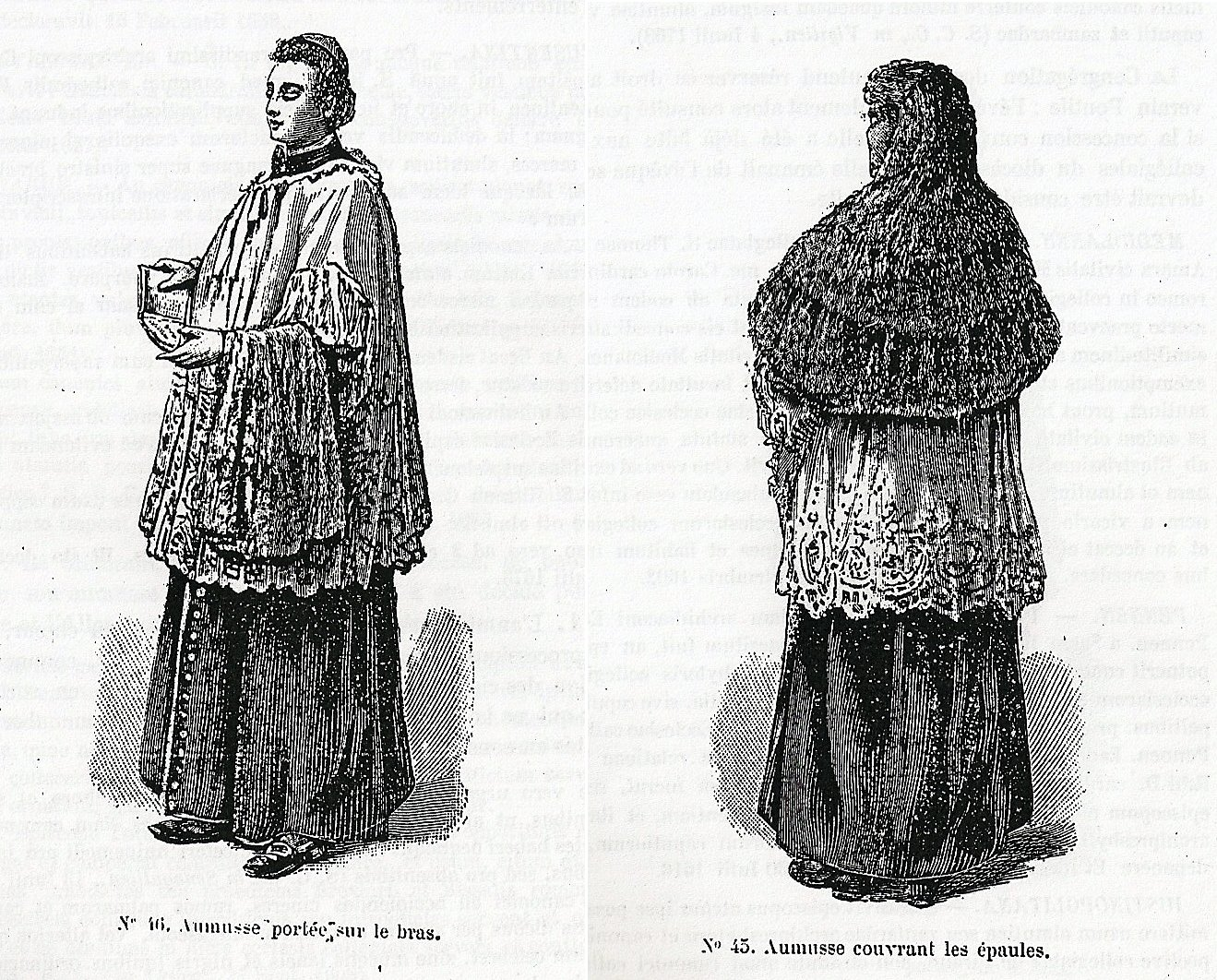
Chanoine portant l'aumusse.

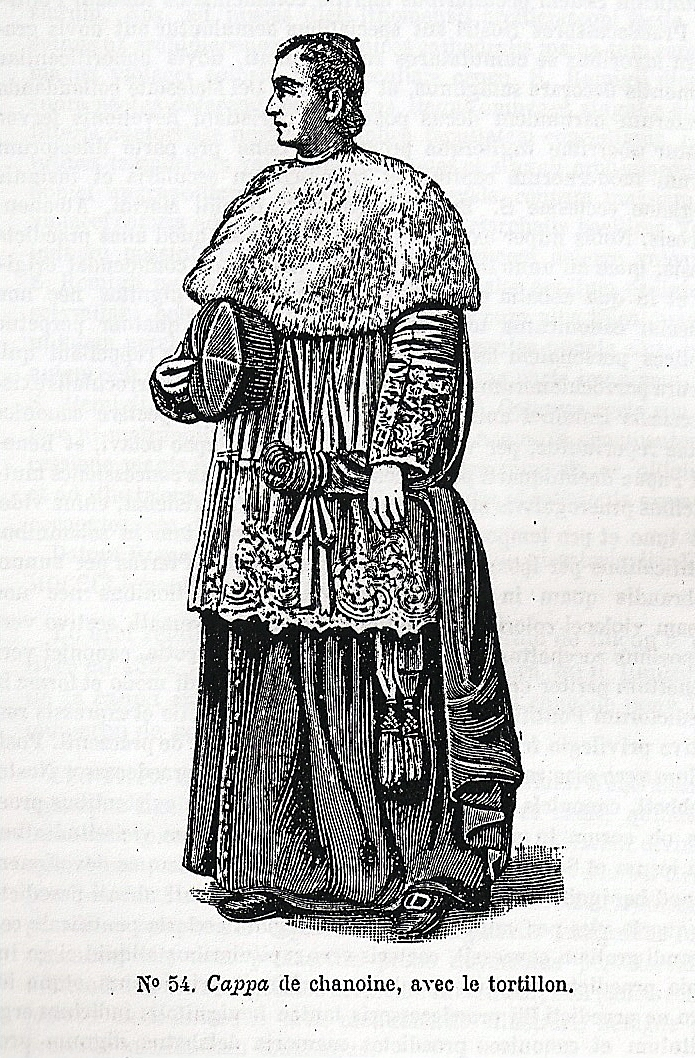
Cappa magna canoniale d'hiver.

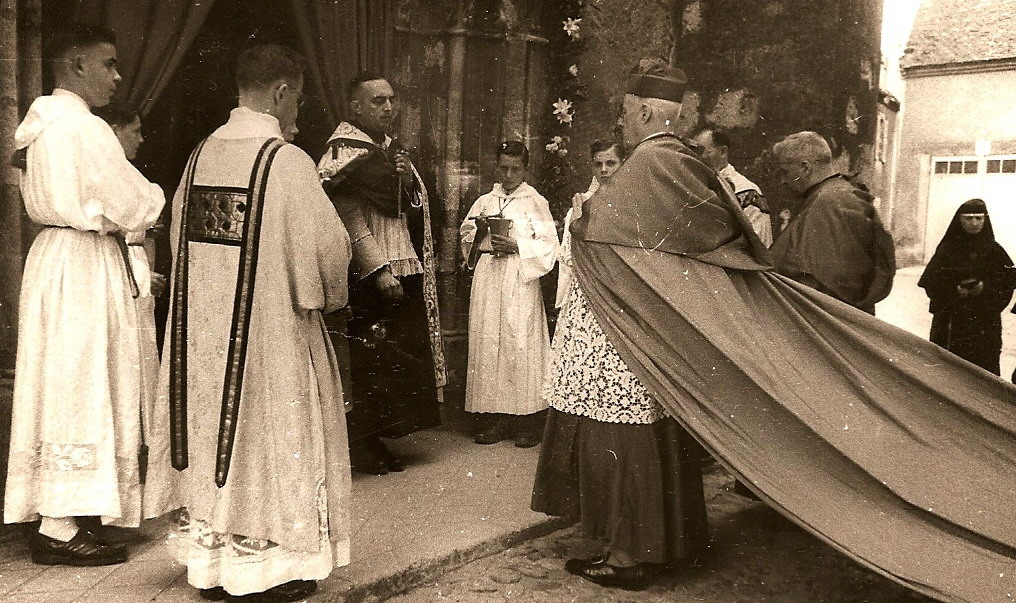
Le doyen du chapitre accompagnant l'évêque en visite pastorale.

Les chanoines de la collégiale portaient un habit ecclésiastique particulier. À la ville, leur soutane, de la forme ordinaire, fermait avec des boutons violets, les boutonnières bordées de la même couleur ; ceinture et rotonde autour du collet en drap de soie également violets.
Leur habit de chœur consistait en un surplis à ailes flottantes et une aumusse sur le bras gauche, laquelle était une ample fourrure d'hermine ou de petit gris descendant jusqu'aux pieds. En hiver, ils mettaient par-dessus le surplis un long et large manteau de drap noir dont le devant était doublé d'une étoffe de soie cramoisi ; il était recouvert d'un camail noir à pointe descendant jusqu'aux talons, et dont le capuce était doublé de fourrure. Souvent même, ils s'enveloppaient la tête dans leur aumusse, durant les grands froids, pendant les matines qu'ils chantaient régulièrement et quotidiennement à six heures.
Depuis le XIXe siècle, par concession de Pie IX, le chapitre, devenu chapitre cathédral à l'érection du diocèse de Moulins, a le privilège du port du collaro violet et de la chape prélatice violette, au chaperon de soie cramoisie, avec une fourrure blanche pendant l'hiver.
Contrairement à la règle stricte qui veut que les clercs qui ne sont pas revêtus du caractère épiscopal et auxquels ce privilège est concédé ne déploient pas la cappa mais la portent relevée — avec la queue roulée en tortillon sous le bras gauche et retenue par un cordon de soie rouge —, le bref de Pie IX accorde aux chanoines de Notre-Dame de laisser tomber à terre la partie antérieure en période hivernale.
Les statuts de 1853 prévoient expressément que les chanoines de Notre-Dame ne portent leur habit de chœur qu'à la cathédrale ou lorsqu'ils agissent capitulariter — c'est-à-dire en corps constitué — en dehors de la cathédrale ou lorsqu'ils accompagnent l'évêque pour son service.
En habit de chœur moins solennel, ils portent une mosette noire filetée et boutonnée de rouge, mais depuis l'introduction de la concélébration, après le second concile du Vatican, les chanoines ne se distinguent plus véritablement des autres prêtres lors des grandes célébrations à la cathédrale.